# 18. März
Der 18. März ist der 77. Tag des gregorianischen Kalenders (der 78. in Schaltjahren), somit bleiben 288 Tage bis zum Jahresende.

## Ereignisse

### Politik und Weltgeschehen

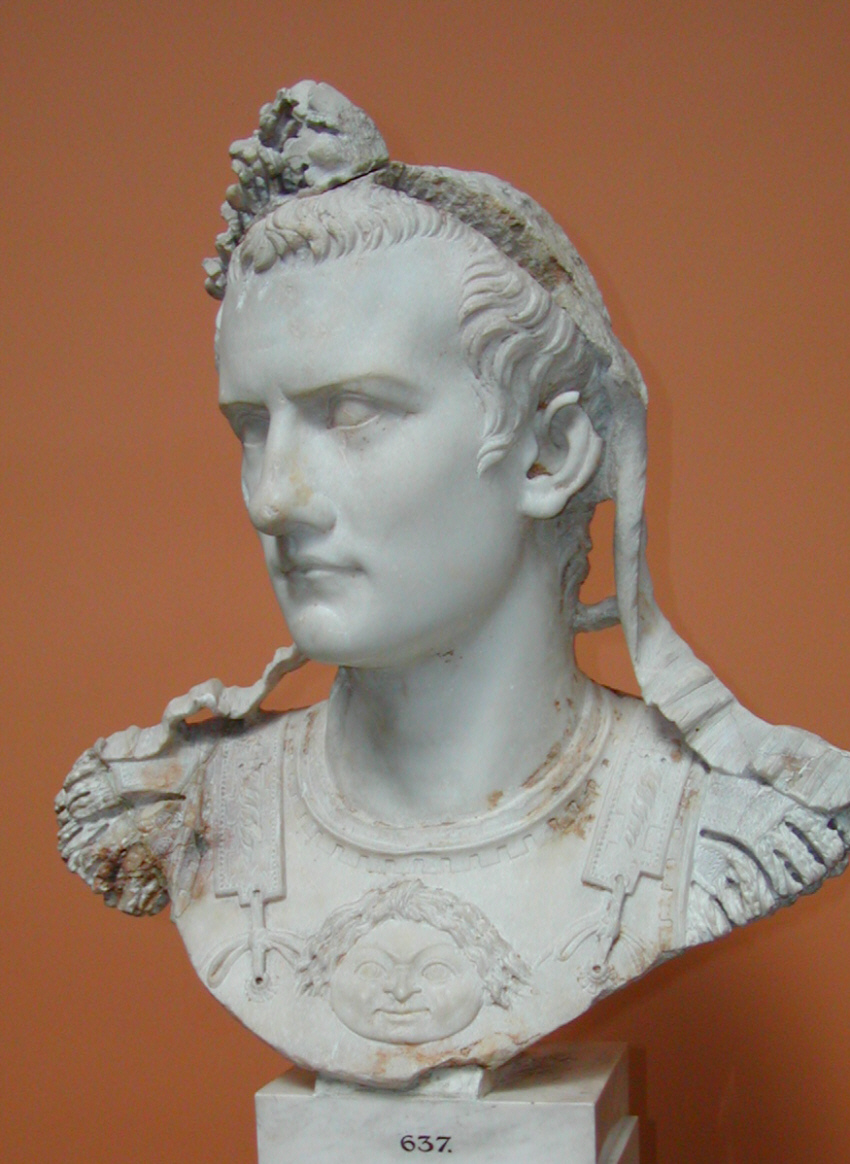
37 n. Chr.: Gaius Caesar Caligula

- 0037: Auf Initiative des Prätorianerpräfekten Quintus Naevius Sutorius Macro wird das Testament des verstorbenen Tiberius, in dem er seinen Enkel Tiberius Gemellus zum Miterben ernennt, vom römischen Senat für ungültig erklärt und Caligula zum alleinigen Kaiser bestimmt.
- 1229: Nachdem ihm Sultan Al-Kamil im Frieden von Jaffa die Stadt Jerusalem abgetreten hat, präsentiert sich Kaiser Friedrich II. als König von Jerusalem mit Krone und königlichen Gewändern in der Grabeskirche, obwohl er zwei Jahre zuvor vom Papst exkommuniziert wurde.
- 1241: In der Schlacht bei Chmielnik wird ein polnisches Ritterheer von westwärts ziehenden mongolischen Tataren der Goldenen Horde vernichtend geschlagen, die Stadt weitgehend zerstört.

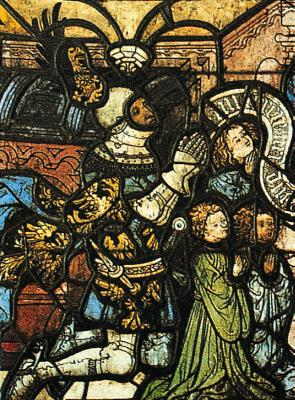
1414: Ernst der Eiserne

- 1414: Ernst der Eiserne lässt sich als letzter Herzog von Kärnten auf dem Fürstenstein in Karnburg bei Maria Saal in slowenischer Sprache einsetzen und nennt sich von diesem Zeitpunkt an Erzherzog. Er ist damit der erste Habsburger, der diesen Titel tatsächlich führt.
- 1438: Der ungarische König Albrecht II. von Habsburg wird in Frankfurt am Main zum deutschen König gewählt. Zu einer Krönung kommt es allerdings nie.

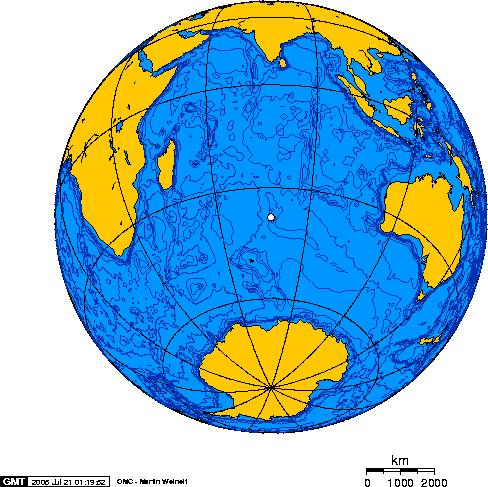
1522: Lage der Amsterdam-Insel

- 1522: Der spanische Seefahrer Juan Sebastián Elcano entdeckt auf seiner Weltumrundung eine Insel, der er jedoch keinen Namen gibt. Es ist die heutige Amsterdam-Insel im Indischen Ozean.
- 1526: Der in der Schlacht bei Pavia in Gefangenschaft geratene französische König Franz I. wird nach dem Abschluss des Friedens von Madrid im Austausch gegen zwei seiner Söhne, die als Geiseln nach Madrid gebracht werden, von Kaiser Karl V. freigelassen. Nur zwei Monate später bricht er jedoch den Vertrag und setzt mit der Liga von Cognac den habsburgisch-französischen Gegensatz fort.
- 1558: Auf dem Frankfurter Kurfürstentag erneuern die Teilnehmer den Kurverein und geben ihm eine Satzung, die bis zum Reichsende im Jahr 1806 in Kraft bleibt.
- 1582: Auf Wilhelm I. von Oranien, einen Führer im Achtzigjährigen Krieg, verübt der Biskayer Jean Jaureguy ein Attentat, das das Opfer verletzt überlebt.
- 1584: Nach dem Tod von Zar Iwan IV. „dem Schrecklichen“ kommt sein geisteskranker Sohn Fjodor an die Macht. Die Regierungsgeschäfte führt Boris Godunow.
- 1608: Nach seinem Sieg über Jakob wird Sissinios in Aksum zum Negus Negesti, dem Kaiser von Äthiopien, gekrönt.
- 1643: Bei der Schlacht von New Ross besiegt während der Irischen Konföderationskriege die englische Armee unter James Butler die irischen Konföderationstruppen unter Thomas Preston.
- 1766: Das britische Parlament hebt das Stempelgesetz auf, das in den nordamerikanischen Kolonien Widerstände bei den „Söhnen der Freiheit“ ausgelöst hatte.

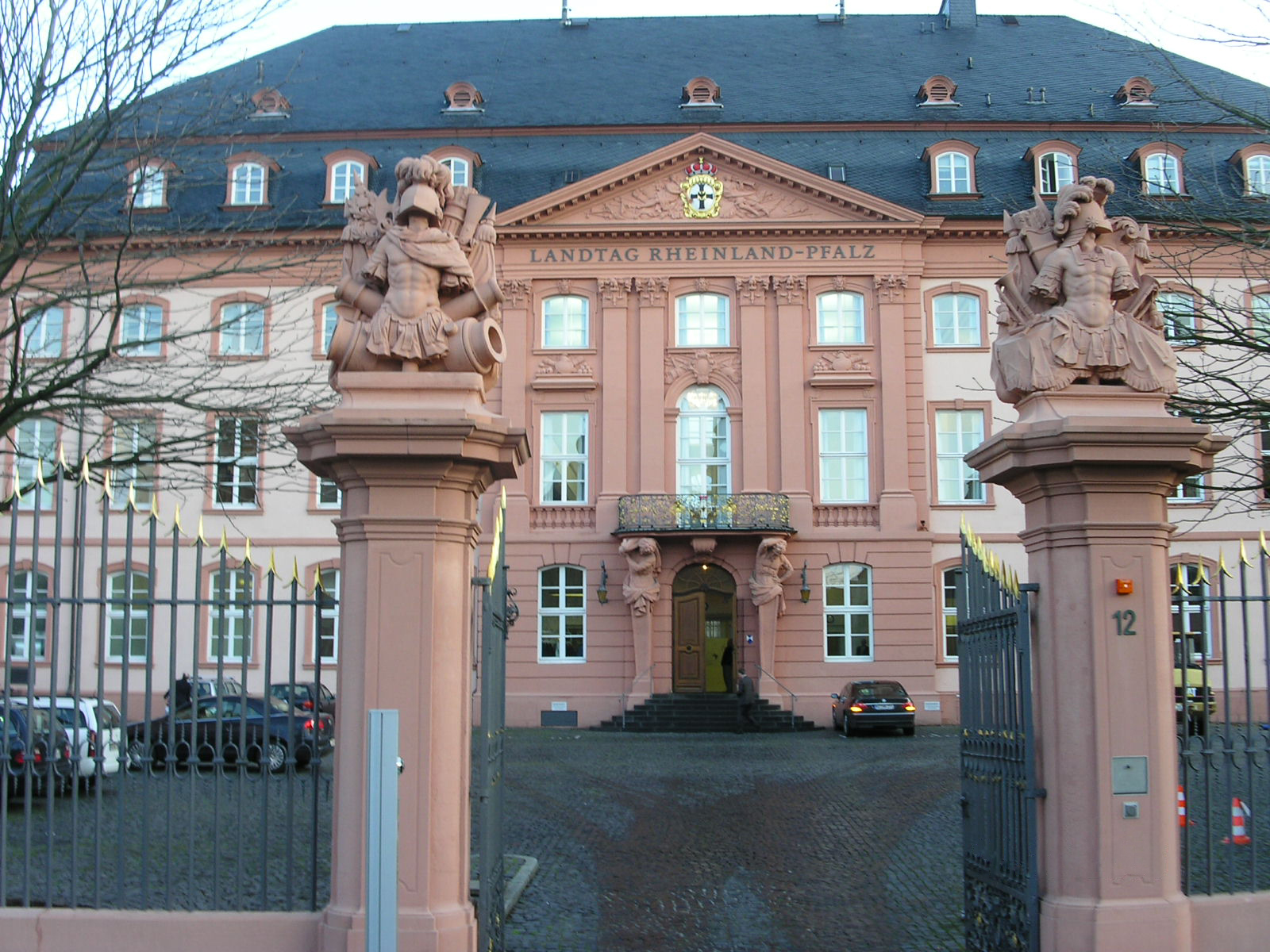
1793: Das Deutschhaus

- 1793: Der am Vortag erstmals zusammengetretene Rheinisch-Deutsche Nationalkonvent deutscher Jakobiner erklärt die von ihm vertretenen Gebiete als Mainzer Republik für unabhängig. Andreas Joseph Hofmann ruft vom Balkon des Deutschhauses die erste Republik auf deutschem Boden aus.
- 1793: Österreich unter Friedrich Josias von Sachsen-Coburg-Saalfeld vertreibt in der Schlacht bei Neerwinden während des Ersten Koalitionskrieges die Franzosen unter Charles-François Dumouriez aus den Österreichischen Niederlanden.
- 1795: Der kurländische Landtag beschließt, sich mit dem Herzogtum Kurland und Semgallen unter russische Regentschaft zu begeben. Der Herzog wird mit einer Pension abgefunden, das Gebiet als Gouvernement Kurland in das Zarenreich integriert.
- 1813: Russische Truppen unter dem Befehl von Friedrich Karl von Tettenborn besetzen während des Befreiungskrieges Hamburg und beenden mit der Vertreibung der Franzosen die erste Hamburger Franzosenzeit. Diese erobern jedoch durch Louis-Nicolas Davout am 30. Mai die Stadt zurück.
- 1839: Der chinesische Kaiser Daoguang untersagt per Edikt ausländischen Handelsgesellschaften, Opium nach China zu importieren und entsendet Kommissar Lin Zexu zur Durchsetzung dieser Bestimmung nach Kanton. Er löst damit indirekt den nachfolgenden Ersten Opiumkrieg aus.

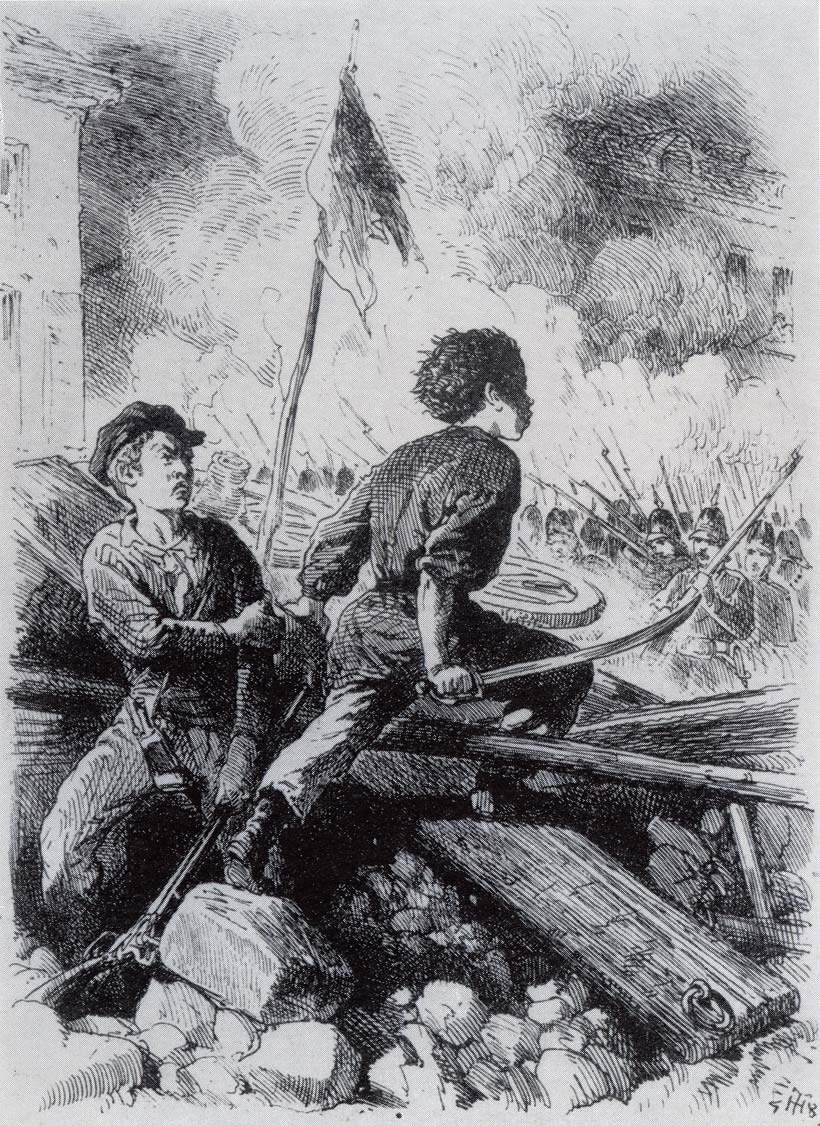
1848: Berliner Barrikadenkampf

- 1848: Die Märzrevolution pflanzt sich im Deutschen Bund fort; in Berlin kommt es trotz Zugeständnissen durch König Friedrich Wilhelm IV. zum bewaffneten Kampf zwischen Bürgern und Militär, der etwa 300 Tote fordert.
- 1865: In den ausgebrochenen Tripel-Allianz-Krieg wird das offiziell neutrale Argentinien hineingezogen. Paraguay erklärt ihm den Krieg, weil seine Truppen keine Durchmarschrechte durch die argentinische Provinz Corrientes erhalten.
- 1871: Französische Regierungstruppen versuchen in der Nacht, die Pariser Nationalgarde zu entwaffnen. Das führt zum offenen Aufstand der Pariser Kommune.
- 1890: Reichskanzler Otto von Bismarck reicht sein Entlassungsgesuch bei Kaiser Wilhelm II. ein, worauf der junge Monarch zuvor mehrfach gedrängt hat. Zwei Tage später ist der Rücktritt vollzogen.
- 1913: Georg I., König der Hellenen, wird von dem Revolutionär Alexander Schinas in Saloniki ermordet. Nachfolger wird sein Sohn Konstantin.

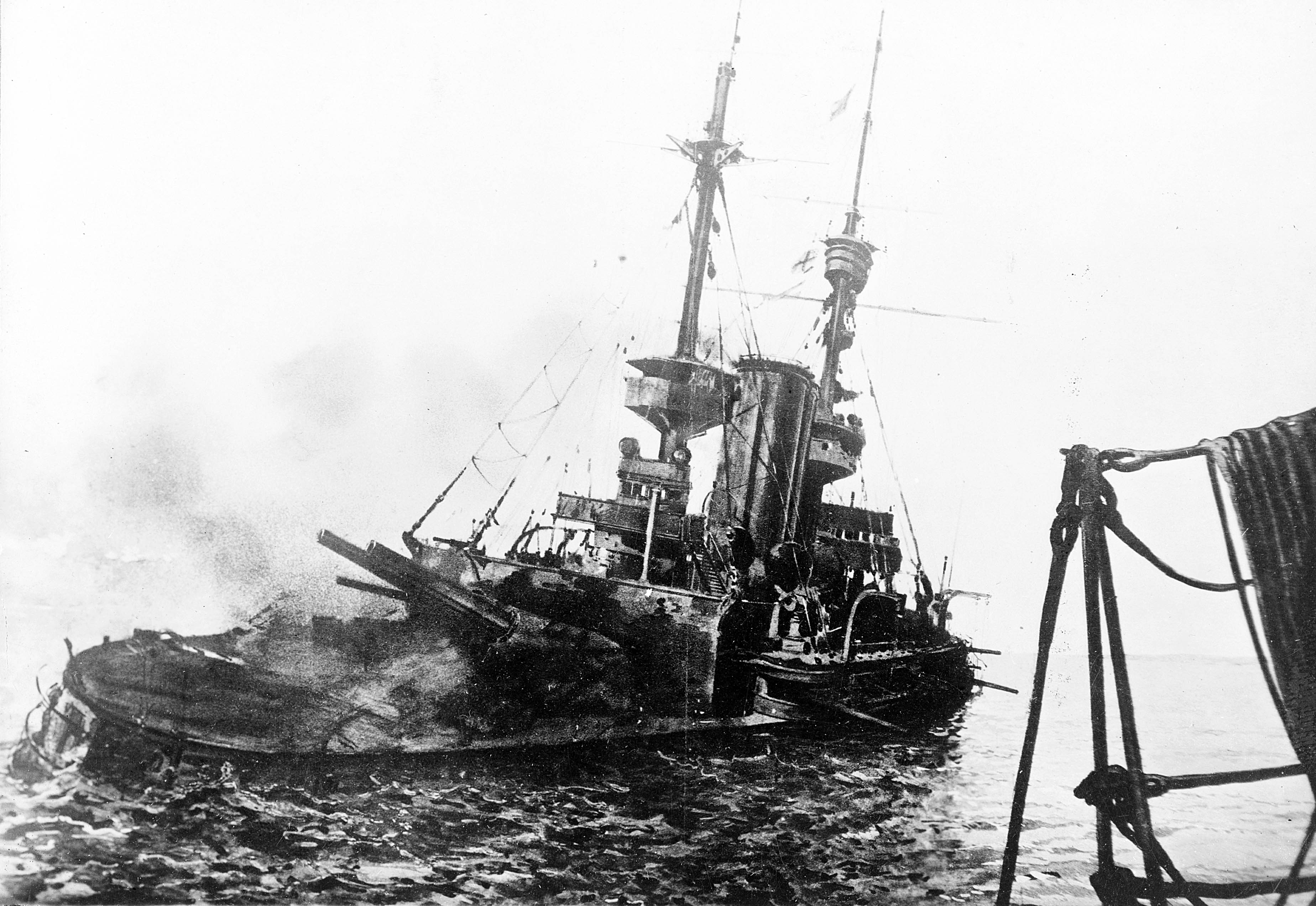
1915: Die HMS Irresistible sinkt

- 1915: Im Ersten Weltkrieg scheitert ein gemeinsamer Angriff der britischen und französischen Marine auf die Dardanellen in der Schlacht von Gallipoli. Bei dem Desaster wird unter anderem das britische Schlachtschiff Irresistible versenkt.
- 1918: Die Vierte Flandernschlacht beginnt mit Artilleriefeuer der deutschen Truppen auf alliierte Stellungen, dem zwei Stunden später das deutsche Überschreiten des Flusses Yser folgt.
- 1921: Der Kronstädter Matrosenaufstand bei Petrograd gegen die Regierung Sowjetrusslands, der am 24. Februar begonnen hat, wird endgültig blutig niedergeschlagen. Im Gefängnis von Kronstadt kommt es zu Massenerschießungen.

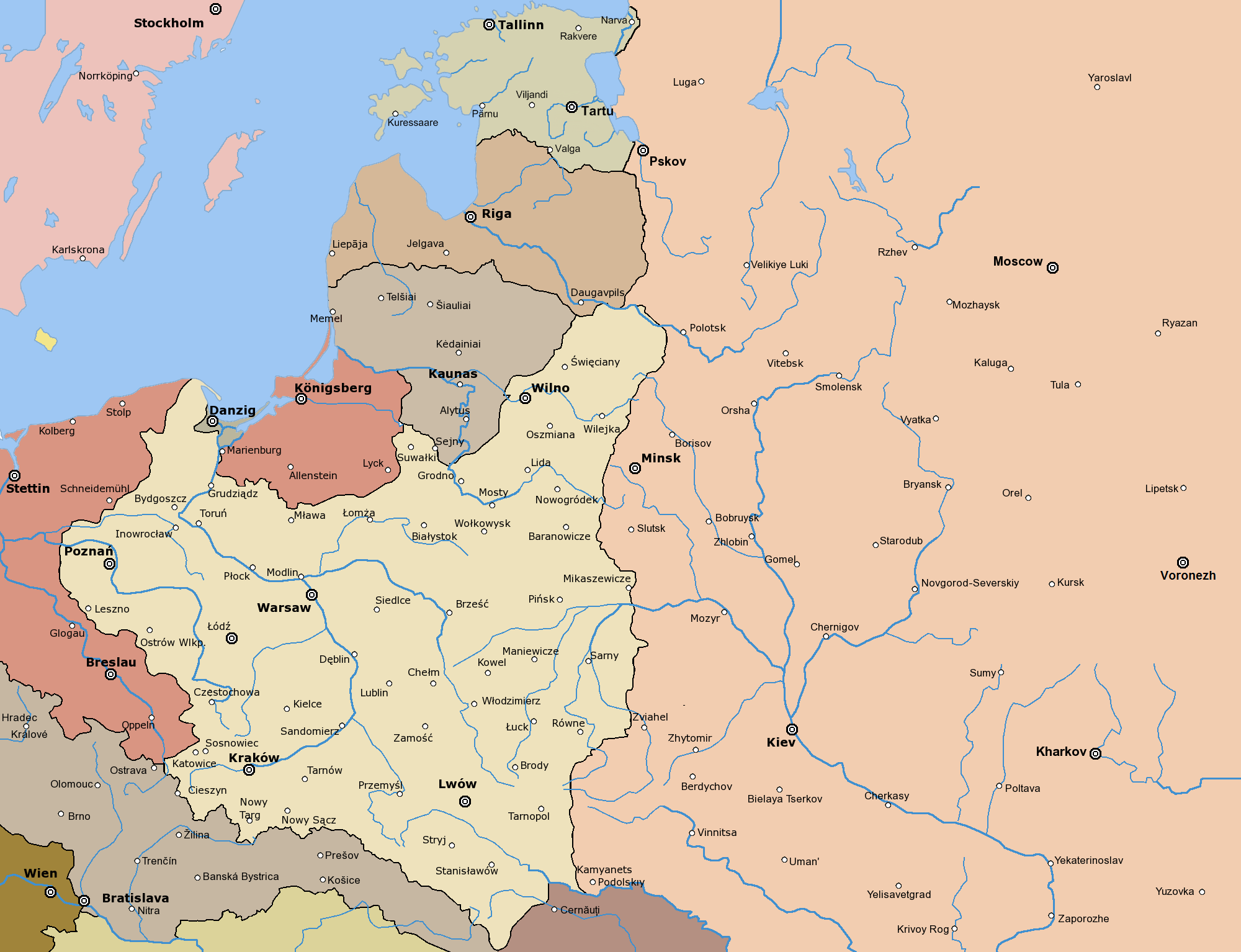
1921: Polen nach dem Polnisch-Sowjetischen Krieg

- 1921: Der Polnisch-Sowjetische Krieg endet durch den Frieden von Riga. Polen erhält erheblichen Gebietszuwachs, während die Sowjetunion freien Warenverkehr nach Litauen garantiert bekommt.
- 1922: Mahatma Gandhi tritt in Britisch-Indien eine Freiheitsstrafe von sechs Jahren wegen zivilen Ungehorsams an, von denen er aber gesundheitsbedingt nur zwei Jahre absitzen wird.
- 1945: 1250 amerikanische Bomber fliegen im Zweiten Weltkrieg den – gemessen an der Bombenlast – schwersten Luftangriff auf Berlin.
- 1961: Nach dem Rücktritt von Hanns Seidel wird Franz Josef Strauß Vorsitzender der Christlich-Sozialen Union (CSU).
- 1962: Frankreich und die Front de Libération Nationale unterzeichnen in Évian-les-Bains die Verträge von Évian zur Beendigung des Algerienkrieges. Am folgenden Tag tritt ein Waffenstillstand in Kraft und Frankreich entlässt Algerien in die Unabhängigkeit.
- 1970: Der kambodschanische Premierminister Lon Nol entmachtet mit Hilfe des Parlaments Prinz Norodom Sihanouk, der sich zu diesem Zeitpunkt auf Auslandsreise befindet, als Staatschef.
- 1990: In der Estnischen Sozialistischen Sowjetrepublik gewinnt die estnische Unabhängigkeitsbewegung die ersten freien Wahlen, ihr Ziel ist die Loslösung Estlands von der Sowjetunion.

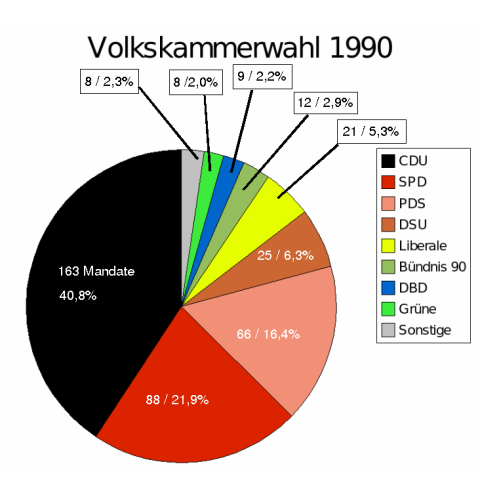
Ergebnis der Volkskammerwahl 1990

- 1990: In der Deutschen Demokratischen Republik finden die einzigen freien Wahlen zur Volkskammer statt. Die CDU der DDR wird mit Abstand stärkste Partei, insgesamt ziehen 12 Parteien in die Volkskammer ein.
- 1994: In Washington unterzeichnen Vertreter der kroatischen und muslimischen Bevölkerungsgruppen Bosniens während des Bosnienkrieges einen Vertrag zur Gründung der Föderation Bosnien und Herzegowina.

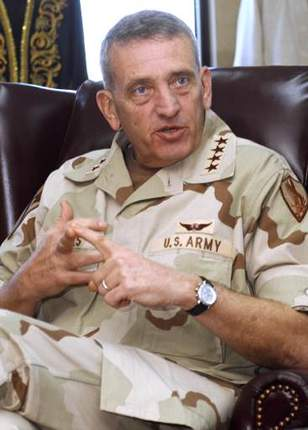
2002: General Franks

- 2002: US-General Tommy Franks erklärt die seit 1. März laufende Operation Anaconda mit dem Ziel, 500 bis 1000 im Osten Afghanistans vermutete al-Qaida- und Taliban-Kämpfer zu töten, für beendet und bezeichnet sie als vollen Erfolg, was von einigen militärischen Beobachtern allerdings angezweifelt wird.
- 2011: Während des Arabischen Frühlings werden bei den Protesten im Jemen 52 Menschen durch staatliche Schützen getötet.
- 2012: Nach dem Rücktritt von Christian Wulff wird Joachim Gauck zum 11. Bundespräsidenten der Bundesrepublik Deutschland gewählt.
- 2014: Im Rahmen der Sonnenblumen-Bewegung besetzen protestierende Studenten das Parlamentsgebäude in Taipeh (Republik China auf Taiwan) und halten es über die folgenden 24 Tage weiter besetzt.
- 2014: Im Rahmen der Annexion der Krim gliedert Russland die ukrainische Halbinsel in sein Staatsgebiet ein.
- 2018: Bei der Präsidentschaftswahl in Russland siegt Wladimir Wladimirowitsch Putin mit 76,3 Prozent der Stimmen und startet damit seine vierte Amtszeit.

### Wirtschaft

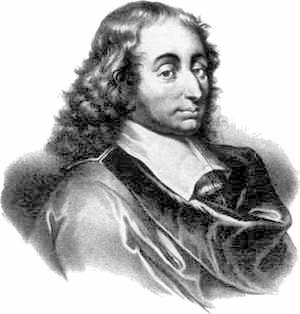
1662: Blaise Pascal

- 1662: Blaise Pascal gründet in Paris das Pferdedroschkenunternehmen Les carrosses à cinq sols und markiert damit den Beginn des öffentlichen Personennahverkehrs weltweit.
- 1829: Das Kaisertum Österreich und das Königreich Bayern unterzeichnen die Salinenkonvention zur Regelung von zwischenstaatlichen Fragen der Salzgewinnung. Diese betreffen den Salzabbau vom österreichischen Dürrnberg aus bis auf bayerisches Staatsgebiet und die Holzgewinnung für die bayerische Saline Bad Reichenhall im österreichischen Pinzgau (Saalforste). Sie gilt als der älteste noch gültige Staatsvertrag Europas.
- 1850: Henry Wells und William Fargo gründen den Eilzustelldienst American Express.
- 1938: Der mexikanische Präsident Lázaro Cárdenas del Río verstaatlicht im Zuge der Institutionalisierung der Mexikanischen Revolution die Öl-Industrie und die Elektrizitätswerke.

### Wissenschaft und Technik
- 1781: Der französische Astronom Charles Messier entdeckt hauptsächlich im Sternbild Jungfrau mehrere Galaxien, die er in seinen Katalog als Objekte Messier 84 und Messier 86 bis Messier 90 aufnimmt.

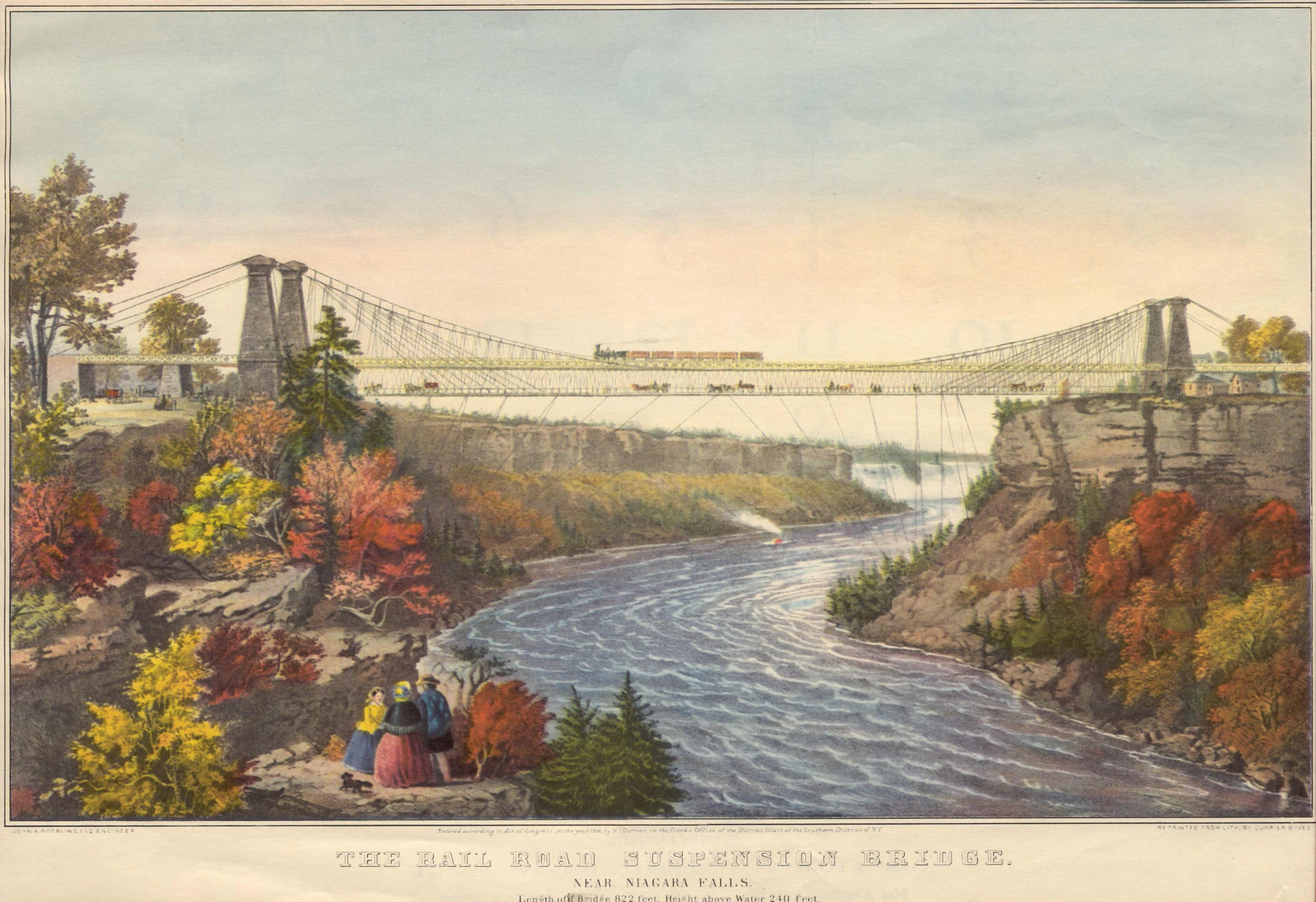
1855: Die Niagara Falls Suspension Bridge

- 1855: Die von John Augustus Roebling erbaute Niagara Falls Suspension Bridge, die erste dauerhafte Brücke über den Niagara River und die erste Hängebrücke im Eisenbahnverkehr, wird nach vierjähriger Bauzeit eröffnet.
- 1869: Für den Bau des Suezkanals wird begonnen, die Bitterseen mit Mittelmeerwasser zu fluten.

1895: Erster Benzin-Omnibus

- 1895: Die erste Buslinie der Welt mit einem benzinbetriebenen Omnibus, eingesetzt durch die Netphener Omnibusgesellschaft, gebaut von Carl Benz, nimmt zwischen Deuz und Siegen ihren Betrieb auf.

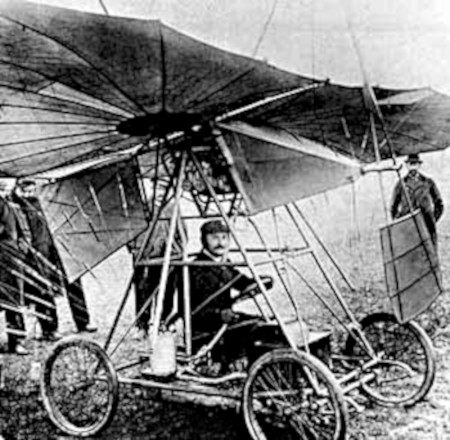
1906: Traian Vuias Flugmaschine

- 1906: Dem rumänischen Luftfahrtpionier Traian Vuia gelingt mit dem selbst gebauten Flugzeug Traian Vuia 1 ein Zwölfmeterflug in einem Meter Höhe.
- 1961: Der sowjetische Langstrecken-Abfangjäger Tupolew Tu-128 absolviert seinen Erstflug.
- 1965: Das sowjetische Raumschiff Woschod 2 startet vom Weltraumbahnhof Baikonur unter dem Kommando von Pawel Iwanowitsch Beljajew ins All. Am selben Tag unternimmt der zweite Kosmonaut Alexei Archipowitsch Leonow als erster Mensch einen Außenbordeinsatz.
- 2011: Die US-amerikanische Raumsonde MESSENGER erreicht den Orbit des Planeten Merkur.

### Kultur
- 1902: Das Streichsextett Verklärte Nacht von Arnold Schönberg wird in Wien uraufgeführt.
- 1911: In der expressionistischen Zeitschrift Der Sturm erscheint Alfred Lichtensteins Gedicht Die Dämmerung.
- 1919: In Darmstadt findet die Uraufführung der Oper Gaudeamus von Engelbert Humperdinck statt.
- 1973: In Deutschland wird im Westdeutschen Fernsehen mit Je später der Abend die erste Talk-Show ausgestrahlt.
- 1989: Die Uraufführung der komischen Oper Der heiße Ofen von Hans Werner Henze findet in Kassel statt.
- 1992: Die Uraufführung der Oper Eréndira von Violeta Dinescu findet in München statt.

### Gesellschaft
- 1929: Hamza Hakimzoda Niyoziy, der Begründer der usbekischen Sowjetliteratur, wird in Shohimardon von Islamisten ermordet, weil er gegen das dortige Pilgerzentrum agitiert hat.
- 1990: In Boston rauben zwei als Polizisten verkleidete Täter 13 Kunstwerke aus dem Isabella Stewart Gardner Museum. Der größte Kunstraub in der Geschichte der USA, mit einem geschätzten Schaden von mehr als 500 Millionen Dollar, wurde bislang nicht aufgeklärt.
- 1991: Der französische Rechtspopulist Jean-Marie Le Pen wird von einem Gericht in Versailles zu einer Geldstrafe von 1,2 Millionen Francs verurteilt, weil er Gaskammern als ein Detail in der Geschichte des Zweiten Weltkriegs bezeichnet hat.
- 2005: Auf Grund einer Gerichtsentscheidung in Florida auf Antrag ihres Ehemannes wird die künstliche Ernährung der Wachkomapatientin Terri Schiavo eingestellt.

### Religion
- 0731: Der aus Syrien stammende Gregor III. wird als Nachfolger von Gregor II. zum Papst gewählt.
- 1212: Klara von Assisi legt in der Kapelle Portiuncula das Gelübde nach den evangelischen Räten  ab. In der Folge entsteht der Orden der Klarissen im Konvent San Damiano.

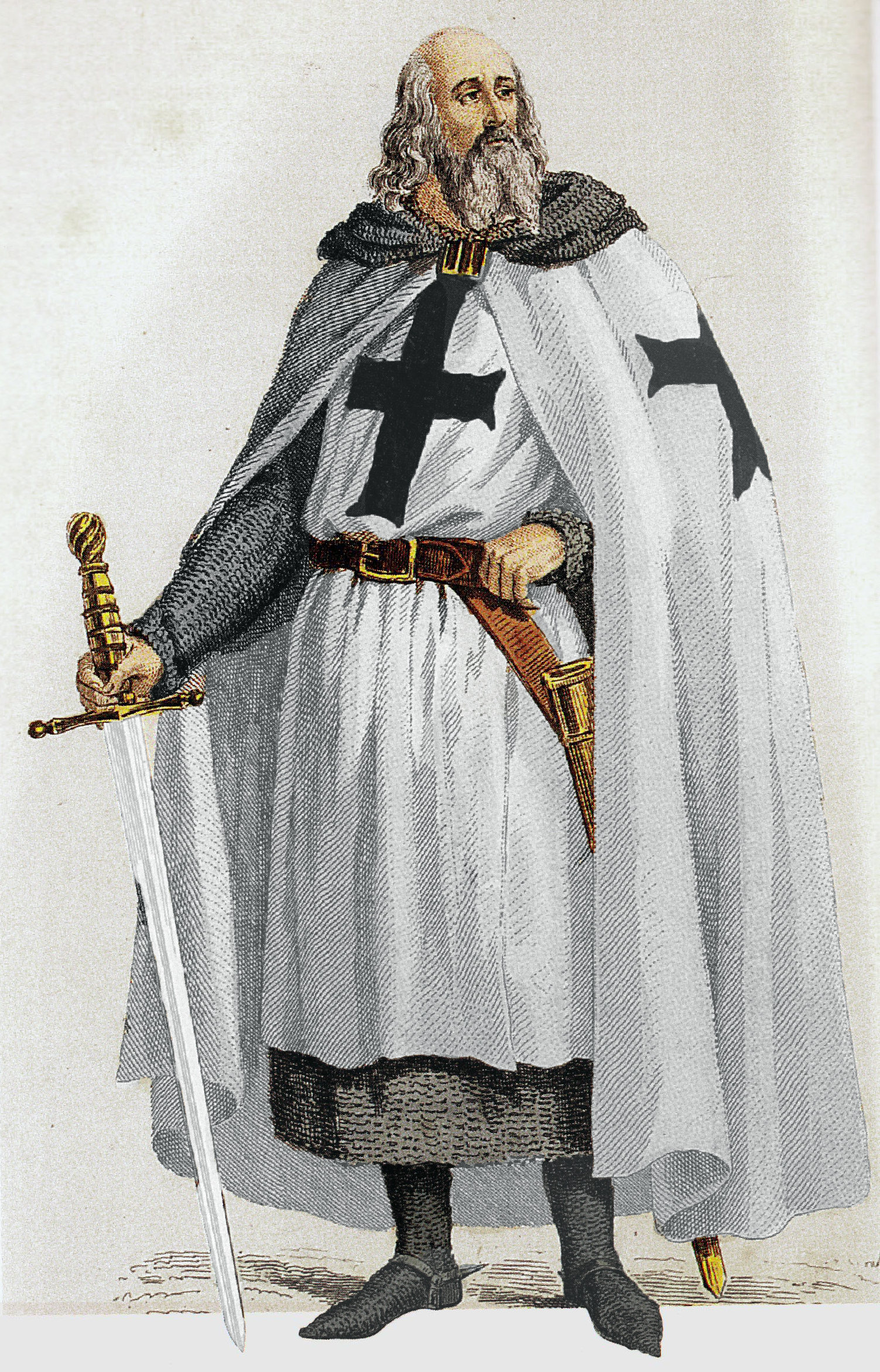
1314: Jacques de Molay

- 1314: Der letzte Großmeister des aufgelösten Templerordens, Jacques de Molay wird zusammen mit Geoffroy de Charnay in Paris als Ketzer auf dem Scheiterhaufen verbrannt, nachdem sie ihre unter Folter erzwungenen Geständnisse der Ketzerei widerrufen haben.
- 1506: Papst Julius II. entscheidet, dass die im Jahr 1500 aus der St. Stephanus-Kirche in Mainz gestohlene Reliquie des Annahauptes in Düren verbleiben darf.
- 1861: In der Allokution Iamdudum cernimus an das Kardinalskollegium verurteilt Papst Pius IX. die geistigen Strömungen seiner Zeit und die politischen Bestrebungen, die Macht des Papstes weiter zu verringern. Er greift damit insbesondere den Risorgimento in Italien an.

### Katastrophen

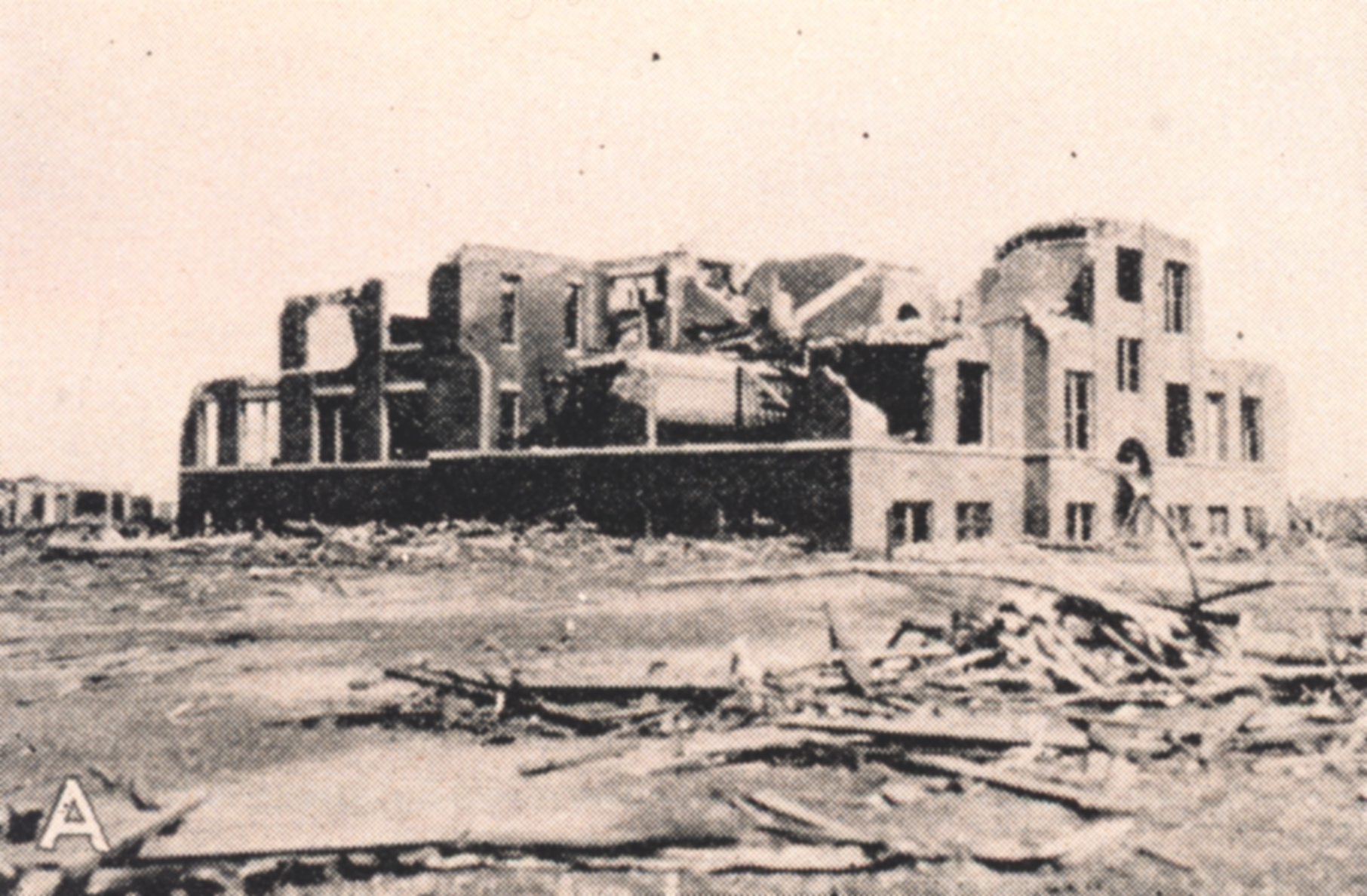
1925: Auswirkungen des Tri-State-Tornados

- 1925: Der Tri-State Tornado zieht durch die US-Bundesstaaten Missouri, Illinois und Indiana, wo er mindestens 695 Tote und über 2.000 Verletzte fordert. Er ist damit der bisher tödlichste Tornado in der Geschichte der Vereinigten Staaten.
- 1937: Eine Gasexplosion an der New London School in New London, Texas, tötet 295 Menschen, größtenteils Kinder.
- 1953: Ein Erdbeben in der Westtürkei fordert 1100 Menschenleben.
- 1967: Die von BP gecharterte Torrey Canyon, einer der ersten Supertanker, läuft vor Cornwall auf Grund und verursacht eine Ölverschmutzung an den Küsten Südenglands und Frankreichs.
- 1971: Bei einem Bergrutsch stürzen große Gesteinsmassen in den See Lago Yanahuin in Peru, die ausgelöste Flutwelle von 30 m Höhe zerstört die Minensiedlung Chungar und tötet mehrere hundert Personen.

Kleinere Unglücksfälle sind in den Unterartikeln von Katastrophe und in der Liste von Katastrophen aufgeführt.

### Sport
- 1883: Vertreter aus 34 Rudervereinen gründen im Gürzenich in Köln den Deutschen Ruderverband.

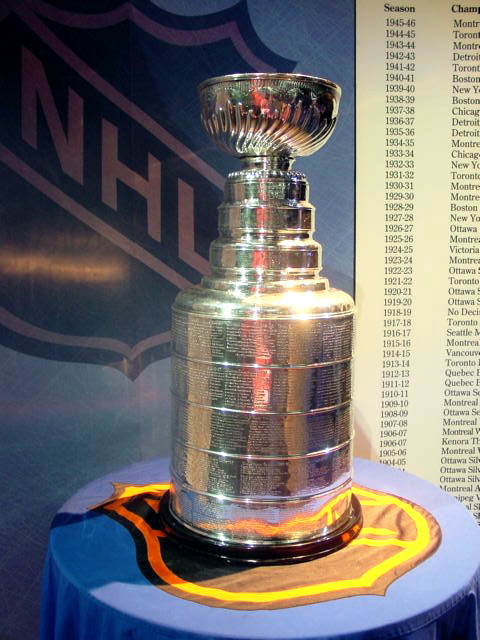
1892: Stanley Cup

- 1892: Frederick Stanley, später Earl of Derby stiftet einen Preis für das beste Amateur-Hockey-Team Kanadas. Der Stanley Cup ist heute die wichtigste Trophäe im nordamerikanischen Eishockey.
- 1900: Der Fußballverein Ajax Amsterdam wird neu gegründet, nachdem er ein paar Jahre zuvor aufgelöst worden ist.
- 1919: Der Fußballclub FC Valencia wird offiziell gegründet, nachdem am 5. März bereits eine Präsidentenwahl stattgefunden hat.
- 1984: Durch einen 3:1-Sieg gegen Nigeria im Finale der Fußball-Afrikameisterschaft 1984 in Abidjan, Elfenbeinküste, krönt sich Kamerun erstmals zum Afrikameister.
- 1995: Michael Jordan verkündet mit den Worten I am back! seine Rückkehr zu den Chicago Bulls, nachdem er über ein Jahr zuvor seinen Rücktritt erklärt hat.

Einträge von Leichtathletik-Weltrekorden befinden sich unter der jeweiligen Disziplin unter Leichtathletik.

## Geboren

### Vor dem 18. Jahrhundert
- 1128: Stephan von Tournai, Bischof von Tournai
- 1253: Egbert I., Herrscher der Grafschaft Bentheim
- 1294: Heinrich VI., Herzog von Breslau
- 1380: Lidwina von Schiedam, niederländische katholische Heilige
- 1395: John Holland, 1. Duke of Exeter, englischer Adeliger
- 1458: Peter Offenburg, Bürgermeister von Basel
- 1496: Mary Tudor, jüngste Tochter von Heinrich VII. von England
- 1502: Philibert de Chalon, Fürst von Orange, Herzog von Gravina, Graf von Tonnerre und Charny sowie Herr von Arlay und Nozeroy
- 1536: Karl von Utenhove, flämischer Gelehrter und Dichter
- 1539: Maria von Nassau, Gräfin von Nassau, Katzenelnbogen, Vianden und Diez
- 1541: Johann von Wattenwyl, Schultheiss von Bern
- 1545: Julius Echter von Mespelbrunn, Fürstbischof von Würzburg und Herzog von Franken
- 1548: Cornelis Ketel, niederländischer Architekt, Bildhauer und Maler
- 1552: Polykarp Leyser der Ältere, deutscher Theologe
- 1555: François-Hercule de Valois, Herzog von Alençon, jüngster Sohn des französischen Königs Heinrich II.
- 1565: Arnoldus Buchelius, niederländischer Humanist
- 1578: Adam Elsheimer, deutscher Maler (Taufdatum)
- 1598: Anna Sophia, Prinzessin von Brandenburg, Herzogin zu Braunschweig und Lüneburg und Fürstin von Braunschweig-Wolfenbüttel
- 1602: Martino Longhi der Jüngere, italienischer Architekt
- 1604: Johann IV., König von Portugal
- 1606: Johann von Schleswig-Holstein-Gottorf, Fürstbischof von Lübeck

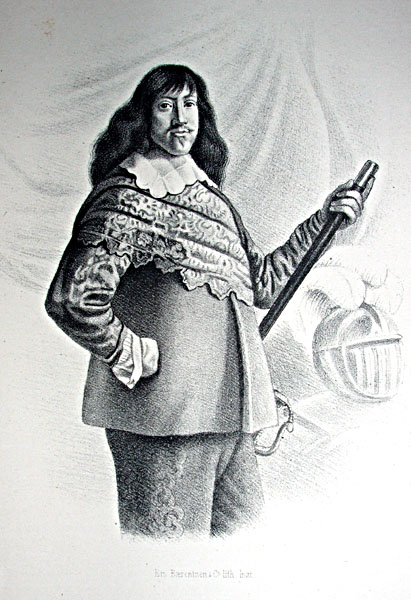
Friedrich III. von Dänemark (* 1609)

- 1609: Friedrich III., König von Dänemark und Norwegen
- 1634: Marie-Madeleine de La Fayette, französische Adlige und Schriftstellerin
- 1646: Mathias Numsen, dänischer Generalmajor und Geheimrat
- 1650: Filippo Vitale, italienischer Maler
- 1654: Catharina Charlotta De la Gardie, Ehefrau des Otto Wilhelm Graf von Königsmarck
- 1687: Christoph Heinrich von Berger, deutscher Jurist
- 1687: Johann Tobias Dressel, sächsischer Orgelbauer
- 1690: Christian Goldbach, preußischer Mathematiker
- 1691: Michael Adolf Siebenhaar, deutscher Zeichner und Maler

### 18. Jahrhundert
- 1707: Józef Baka, polnischer Jesuitenpater, Missionar, Prediger und Dichter
- 1713: Philipp Friedrich Krutisch, königlicher Hofgärtner in Sanssouci
- 1722: Heinrich XI., Fürst Reuß zu Greiz
- 1722: Sachar Tschernyschow, russischer Generalfeldmarschall, Kriegsminister und Gouverneur Moskaus
- 1723: Daniel Itzig, königlich preußischer Hoffaktor und Bankier
- 1724: Dionysius van de Wijnpersse niederländischer reformierter Theologe und Philosoph
- 1727: Ferdinand Berthoud, Schweizer Uhrmacher
- 1733: Franz Joseph Bergmüller, deutscher Kunstschreiner

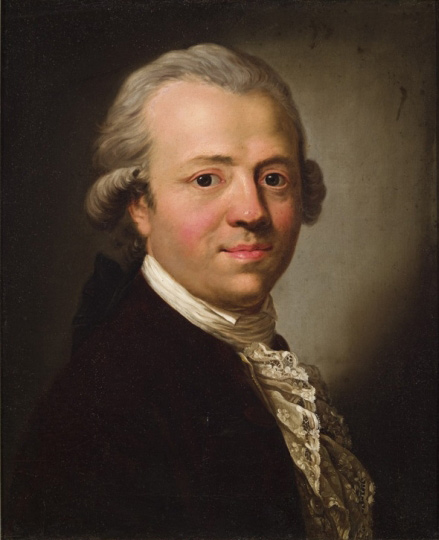
Friedrich Nicolai (* 1733)

- 1733: Friedrich Nicolai, deutscher Schriftsteller und Verleger
- 1737: Adalbert von Harstall, letzter Fürstbischof von Fulda
- 1739: Domingo de Iriarte, spanischer Diplomat
- 1755: Caterina Cavalieri, österreichische Opernsängerin, Mozartinterpretin
- 1756: Johann Christoph Vogel, deutscher Komponist
- 1761: Eberhard van Spankeren, deutscher evangelischer Geistlicher
- 1762: Karl Christian Gmelin, deutscher Botaniker und Naturforscher
- 1763: Friedrich Gottlob Hayne, deutscher Botaniker, Apotheker und Hochschullehrer
- 1765: David Hendrik Chassé, niederländischer General
- 1767: Georg Karl Wilhelm Philipp von Donop, deutscher Beamter und Historiker
- 1774: Johann Friedrich Hütter, Jurist und Bürgermeister
- 1779: Rudolf Emanuel Stierlin, Schweizer evangelischer Geistlicher und Heimatforscher
- 1781: Gustave Vogt, französischer Oboist, Musikpädagoge und Komponist
- 1782: John C. Calhoun, US-amerikanischer Politiker
- 1783: Johann Friedrich Danneil, deutscher Prähistoriker und Pädagoge
- 1790: Astolphe Louis Léonor, Marquis de Custine, französischer Reiseschriftsteller
- 1792: António José de Sousa Manoel de Menezes Severim de Noronha, portugiesischer Staatsmann und General, Politiker
- 1796: Johann Joseph Imhoff (der Jüngere), deutscher Bildhauer
- 1796: Jakob Steiner, Schweizer Mathematiker
- 1798: Joseph Chmel, österreichischer Augustiner-Chorherr und Historiker
- 1798: Gustav Rose, deutscher Mineraloge
- 1799: Wilhelm Ludwig Volz, badischer Offizier und Hochschullehrer
- 1800: Francis Lieber, deutsch-US-amerikanischer Jurist, Publizist, Rechts- und Staatsphilosoph
- 1800: Harriet Smithson, irische Theaterschauspielerin

### 19. Jahrhundert

#### 1801–1850
- 1802: Alfred-Auguste Cuvillier-Fleury, französischer Schriftsteller und Journalist
- 1803: Johann Petzmayer, deutscher Zitherspieler
- 1808: Gustav Hartenstein, deutscher Philosoph
- 1808: Johann Jakob Kraft, deutscher Theologe, Weihbischof in Trier
- 1808: Josef Netzer, österreichischer Komponist und Dirigent
- 1810: Joseph Bailey, US-amerikanischer Politiker
- 1810: Karl Ludwig Friedrich Mezger, deutscher Gymnasiallehrer und Klassischer Philologe

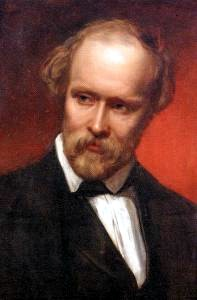
Friedrich Hebbel (* 1813)

- 1813: Friedrich Hebbel, deutscher Dramatiker und Lyriker
- 1816: Carl Graeb, deutscher Maler und Radierer
- 1821: William George Clark, englischer Altphilologe und Shakespeare-Forscher
- 1821: Eduard Heine, deutscher Mathematiker
- 1822: Prospero Albrici, Schweizer Jurist, Weinhändler und Politiker
- 1823: Alfred Chanzy, französischer General und Diplomat
- 1825: Josef Arnold, Schweizer Politiker, Nationalrat
- 1826: Eduard Schwoiser, deutscher Historienmaler
- 1828: William Randal Cremer, britischer Gewerkschafter und Politiker, Nobelpreisträger
- 1830: Numa Denis Fustel de Coulanges, französischer Historiker
- 1831: Johann Baptist Gaudy, Schweizer Kaufmann, Bankier und Politiker
- 1832: Wenzel Lustkandl, österreichischer Jurist und Politiker, LAbg., Reichsratsabgeordneter
- 1833: William W. Armstrong, US-amerikanischer Drucker, Redakteur und Politiker
- 1833: Pauline Arndt, deutsche Schriftstellerin
- 1837: Grover Cleveland, US-amerikanischer Politiker, Gouverneur von New York, zweifacher Staatspräsident
- 1839: Heinrich Adam, deutsch-österreichischer Architekt und Wiener Gemeinderat
- 1839: Karl Dilthey, deutscher Altphilologe
- 1842: Stéphane Mallarmé, französischer Schriftsteller
- 1843: Josef Langl, österreichischer Maler, Bildhauer und Erzähler
- 1844: Nikolai Andrejewitsch Rimski-Korsakow, russischer Komponist
- 1847: William O’Connell Bradley, US-amerikanischer Jurist und Politiker
- 1848: Louise, Duchess of Argyll, britische Prinzessin
- 1849: Theodor Auracher, deutscher Altphilologe und Fachautor
- 1849: Oskar Munzinger, Schweizer Jurist, Zeitungsredakteur und liberaler Politiker
- 1849: Wilhelm von Seldeneck, deutscher Unternehmer
- 1850: Richard von Drasche-Wartinberg, österreichischer Asienforscher

#### 1851–1900

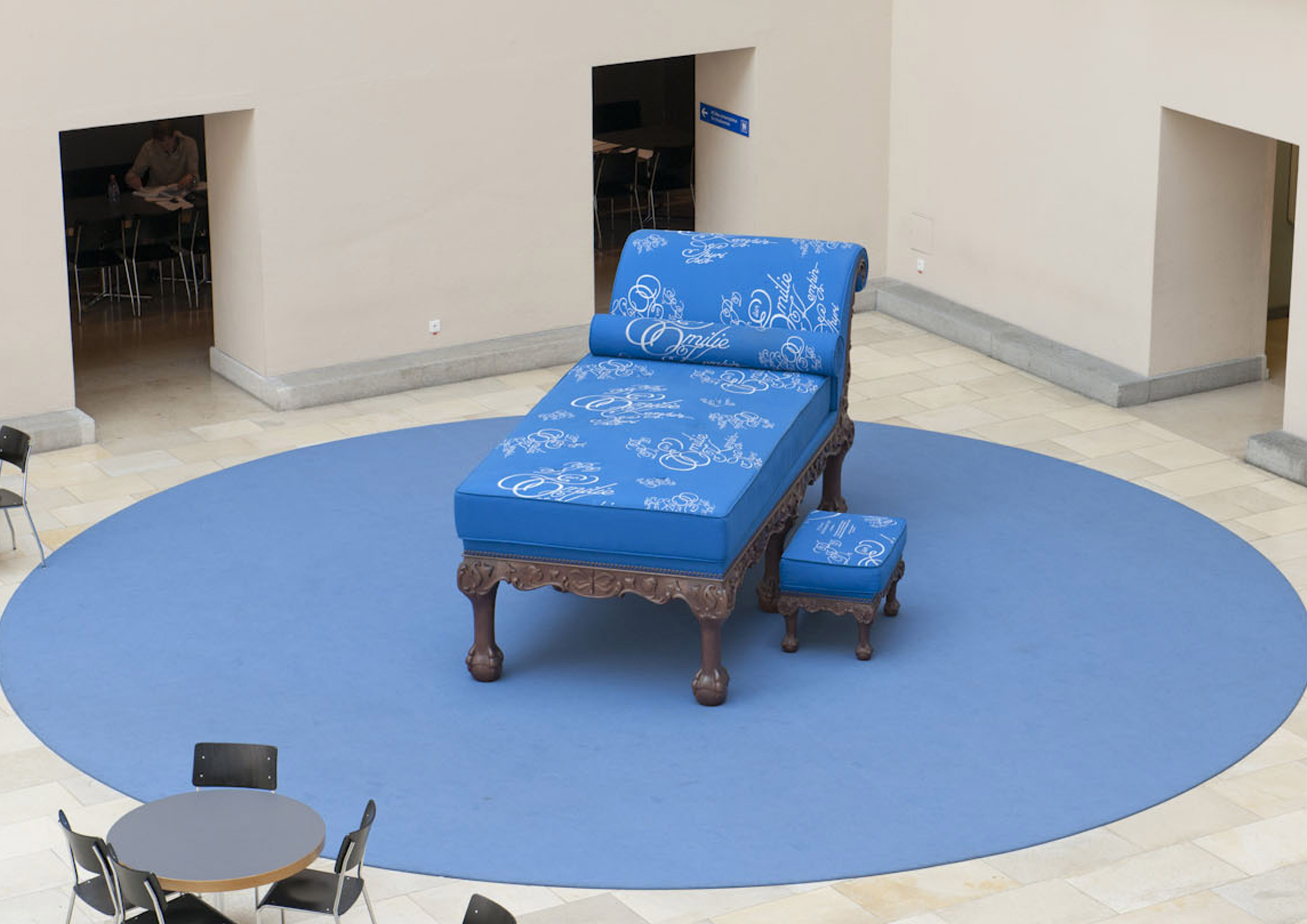
Emilie Kempin-Spyri (* 1853)

- 1853: Emilie Kempin-Spyri, erste als Juristin promovierte und habilitierte Schweizerin
- 1853: Émile-Alexandre Taskin, französischer Opernsänger
- 1858: Rudolf Diesel, deutscher Ingenieur, Erfinder des Dieselmotors
- 1860: Josephine Wessely, österreichische Schauspielerin
- 1863: Josef Modl, österreichischer Volkssänger
- 1864: Mikael Lybeck, finnlandschwedischer Schriftsteller
- 1865: Eduard Stucken, deutscher Schriftsteller
- 1869: Neville Chamberlain, britischer Politiker, Minister, Premierminister
- 1870: Agnes Sime Baxter, kanadische Mathematikerin
- 1870: Karl Heinrich Rau, deutscher Nationalökonom, Freimaurer und Agrarwissenschaftler
- 1872: Charles Laban Abernethy, US-amerikanischer Jurist und Politiker, Mitglied des Repräsentantenhauses
- 1874: Nikolai Alexandrowitsch Berdjajew, russischer Philosoph
- 1874: Bertha Eckstein-Diener, österreichische Schriftstellerin und Reisejournalistin
- 1875: Manuel Trucco, chilenischer Politiker, Minister, Staatspräsident
- 1877: Ivo Schricker, deutscher Fußballspieler und -funktionär
- 1879: Grigori Abramowitsch Krein, russischer Komponist
- 1880: Walter Hohmann, deutscher Bauingenieur und -beamter, Pionier der Raumfahrt
- 1880: Alexander Zinn, deutscher Schriftsteller und Politiker
- 1881: Paul Le Flem, französischer Komponist
- 1881: Josef Suttner, böhmisch-deutscher Hornist und Professor
- 1882: Gian Francesco Malipiero, italienischer Komponist
- 1883: Chino Shōshō, japanischer Germanist und Übersetzer
- 1884: Carlos Rebelo de Andrade, portugiesischer Architekt
- 1884: Johanna Terwin, deutsche Schauspielerin
- 1884: August Thalheimer, deutscher Philosoph und Marxist
- 1885: Hans Kämpfer, Schweizer Fußballspieler
- 1886: Lothar von Arnauld de la Perière, deutscher Marineoffizier, erfolgreichster U-Boot-Kommandant der Seekriegsgeschichte
- 1886: H. Maurice Jacquet, französischer Komponist und Dirigent
- 1886: Kurt Koffka, deutscher Psychologe
- 1887: Sophie Sondhelm, deutsche Krankenschwester und Heimleiterin, Holocaustopfer
- 1888: Alfred Mahncke, deutscher General
- 1888: Gabriel del Orbe, dominikanischer Geiger
- 1889: Jacob Mangers, luxemburgischer Geistlicher, Oberhirte der katholischen Kirche in Norwegen, Apostolischer Vikar bzw. Bischof von Oslo
- 1890: Gunnar Andersen, norwegischer Fußballspieler und Skispringer
- 1891: Josef Šíma, französischer Maler tschechischer Abstammung
- 1891: Agnes Wendland, deutsche evangelische Widerstandskämpferin gegen das NS-Regime, Gerechte unter den Völkern
- 1893: Costante Girardengo, italienischer Radrennfahrer
- 1893: Olivier Guimond, kanadischer Schauspieler und Komiker

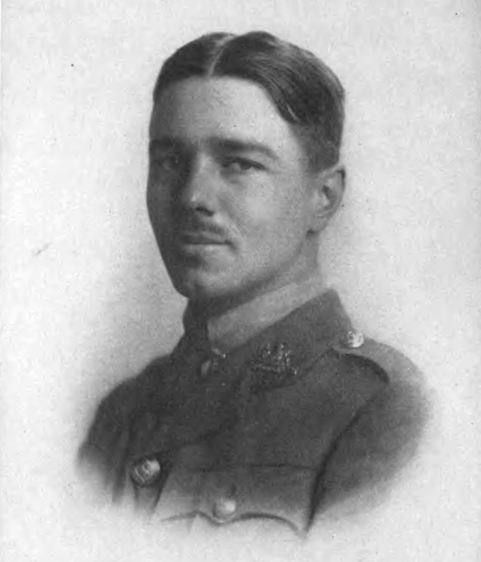
Wilfred Owen (* 1893)

- 1893: Wilfred Owen, britischer Dichter und Soldat
- 1894: Eric Hultén, schwedischer Botaniker und Phytogeograph
- 1894: Richard Wolf, deutscher Offizier
- 1895: Wilhelm Rexrodt, deutscher Politiker, Mitbegründer der LDP in Sachsen-Anhalt, Abgeordneter der Länderkammer der DDR
- 1895: Walter Rheiner, deutscher Dichter und Schriftsteller
- 1895: Otakar Votík, tschechoslowakischer Ruderer
- 1897: Clemens Hesemann, deutscher Politiker und Landwirtschaftsfunktionär, MdL, MdB
- 1898: Ofelia Nieto, spanische Sängerin
- 1899: Veronica Grace Boland, US-amerikanische Politikerin
- 1899: Jean Goldkette, US-amerikanischer Jazzmusiker
- 1900: Josef Gockeln, deutscher Politiker, MdL, Landtagspräsident, Landesminister, MdB, Düsseldorfer Oberbürgermeister
- 1900: Daniel Marchand, französischer Automobilrennfahrer
- 1900: Marga Philip, deutsche Sozialpolitikerin und Frauenrechtlerin
- 1900: Alfred Poell, österreichischer Arzt und Sänger
- 1900: Hanne Sobek, deutscher Fußballspieler

### 20. Jahrhundert

#### 1901–1925
- 1901: Willi Ankermüller, deutscher Jurist und Politiker, MdL, Landesminister
- 1902: Ludwig Metzger, deutscher Politiker, Oberbürgermeister von Darmstadt, MdL, Landesminister, MdEP
- 1903: Egon Brunswik, US-amerikanischer Psychologe

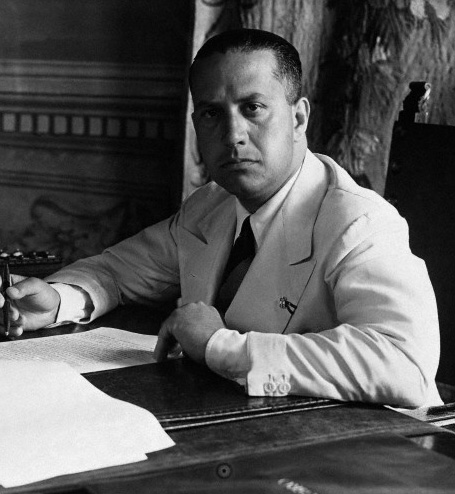
Galeazzo Ciano (* 1903)

- 1903: Galeazzo Ciano, italienischer Diplomat und Politiker, Minister
- 1903: Erich Ohser, deutscher Zeichner („Vater und Sohn“)
- 1903: Fritz Stüber, österreichischer Schriftsteller, Journalist und Politiker, Abgeordneter zum Nationalrat
- 1904: Annedore Leber, deutsche Publizistin, Verlegerin und Politikerin, MdL
- 1905: Thomas Townsend Brown, US-amerikanischer Physiker
- 1905: Robert Donat, britischer Schauspieler
- 1905: Benny Friedman, US-amerikanischer American-Football-Spieler und -Trainer
- 1906: James Brooks, US-amerikanischer Maler
- 1906: Paul Rassinier, französischer Politiker, Pazifist und Historiker, Geschichtsrevisionist, Holocaustleugner
- 1906: Karl Sesta, österreichischer Fußballspieler
- 1907: Gabriel Asaad, assyrischer Komponist und Musiker
- 1907: Jakow Iossifowitsch Dschugaschwili, ältester Sohn Josef Stalins und sowjetischer Artillerieoffizier
- 1908: Gabriel Ruiz, mexikanischer Komponist
- 1909: Ernest Gallo, US-amerikanischer Weinproduzent
- 1909: Ljubica Marić, serbische Komponistin
- 1909: Ross Russell, US-amerikanischer Jazz-Produzent und Autor
- 1909: Wolfgang Weber, deutscher Schachspieler und -komponist
- 1911: Heinz-Josef Adamski, deutscher Historiker, Volkskundler und Gymnasiallehrer
- 1911: Gabriel Celaya, spanischer Schriftsteller
- 1913: Hamilton Shirley Amerasinghe, sri-lankischer Diplomat und Politiker, Präsident der UN-Generalversammlung

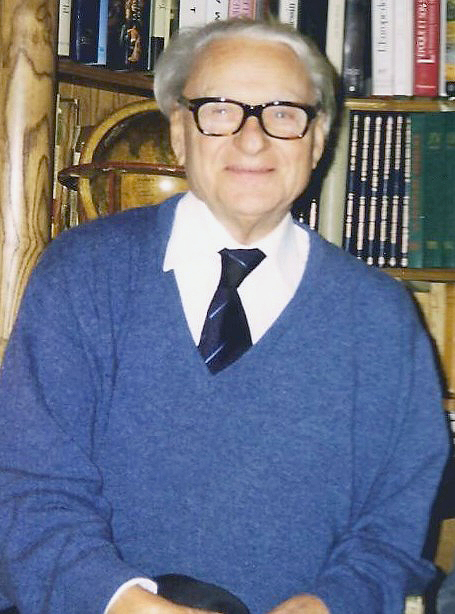
René Clément (* 1913)

- 1913: René Clément, französischer Filmregisseur
- 1913: Werner Mölders, deutscher Luftwaffenoffizier und Jagdflieger
- 1914: César Guerra-Peixe, brasilianischer Komponist
- 1914: Thaddäus Troll, deutscher Schriftsteller
- 1915: Richard Condon, US-amerikanischer Schriftsteller
- 1916: Winton Dean, englischer Musikwissenschaftler
- 1916: Louis Toebosch, niederländischer Komponist und Professor
- 1918: Heinz Felfe, deutscher SS-Angehöriger, Spion und Professor
- 1919: Elizabeth Anscombe, englische Philosophin und Theologin
- 1919: Michèle Arnaud, französische Chanson-Sängerin
- 1920: Linda Dégh, ungarische Folkloristin
- 1920: Yayo el Indio, puerto-ricanischer Sänger
- 1921: Eilif Armand, norwegischer Schauspieler, Lyriker und Literaturkritiker
- 1921: Bartolomeu Anania, rumänischer Schriftsteller und Geistlicher, Erzbischof von Vad, Feleac und Cluj, Metropolit von Siebenbürgen und von Cluj, Maramureș und Sălaj
- 1921: Hellema, niederländischer Schriftsteller und Widerstandskämpfer
- 1921: Claire Pratt, kanadische Grafikerin, Lyrikerin und Herausgeberin

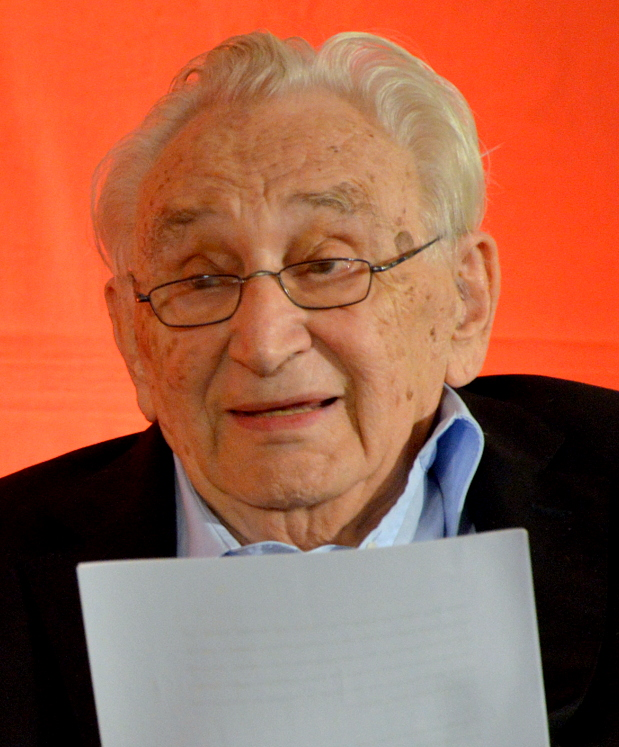
Egon Bahr (* 1922)

- 1922: Egon Bahr, deutscher Politiker, MdL, Bundesminister
- 1922: Frank Gatski, US-amerikanischer American-Football-Spieler
- 1922: Fred Shuttlesworth, US-amerikanischer Bürgerrechtler
- 1922: Horacio Siburu, argentinischer Moderner Fünfkämpfer
- 1923: Andy Granatelli, US-amerikanischer Rennstallbesitzer
- 1923: Octavian Victor Groza, rumänischer Politiker
- 1923: Tamura Ryūichi, japanischer Lyriker
- 1924: José Mangual, puerto-ricanischer Perkussionist
- 1924: Alexandre José Maria dos Santos, mosambikanischer Geistlicher, Erzbischof von Maputo, Kardinal
- 1925ː Olga Krasilová, tschechoslowakische Skilangläuferin
- 1925ː Immolata Kronpaß, deutsche Ordensgeistliche und Priorin
- 1925: Georg Piltz, deutscher Kunsthistoriker, Schriftsteller und Herausgeber
- 1925: Innokenti Smoktunowski, russischer Schauspieler
- 1925: Antonio González Zumárraga, ecuadorianischer Geistlicher, Bischof von Machala, Erzbischof von Quito, Kardinal

#### 1926–1950
- 1926: Peter Graves, US-amerikanischer Schauspieler
- 1927: Lea Deutsch, kroatische Kinderdarstellerin, Holocaustopfer
- 1927: John Kander, US-amerikanischer Komponist
- 1927: Lilly Luisa Liebesná, Opfer des Holocausts
- 1927: George Plimpton, US-amerikanischer Schriftsteller
- 1928: Alfred Einwag, deutscher Jurist, Bundesbeauftragter für den Datenschutz
- 1928: Charlotte von Mahlsdorf, Gründerin des Gründerzeitmuseums in Berlin Charlotte von Mahlsdorf (* 1928)

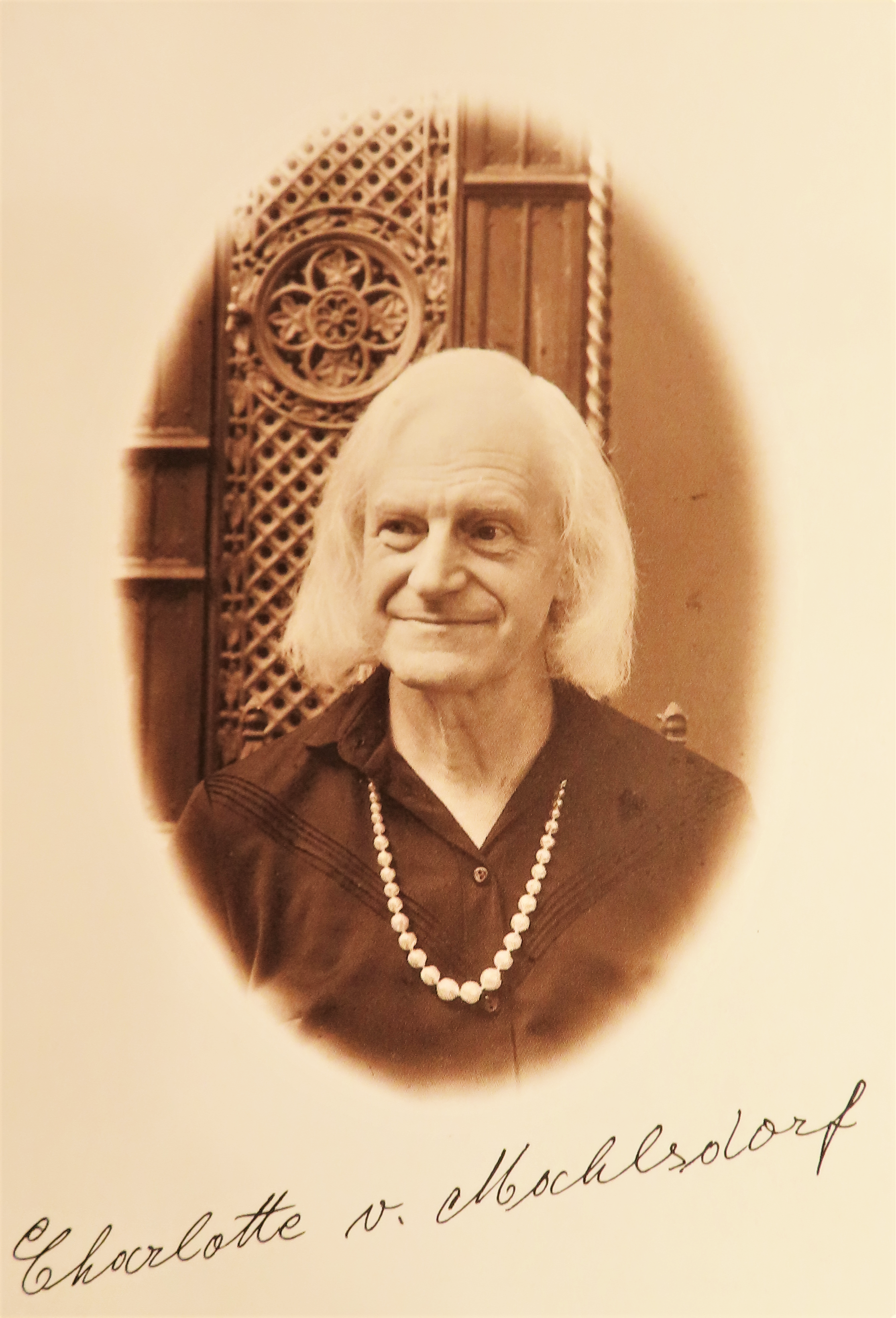
Charlotte von Mahlsdorf (* 1928)

- 1928: Virtú Maragno, argentinischer Komponist
- 1928: Antonio Pacenza, argentinischer Boxer, Olympiamedaillengewinner
- 1928: Gustav Peichl, österreichischer Architekt und Karikaturist
- 1928: Fidel Ramos, General und Präsident der Philippinen
- 1929: Ctirad Kohoutek, tschechischer Komponist, Musikpädagoge und -wissenschaftler
- 1929: Christa Wolf, deutsche Schriftstellerin
- 1930: Héctor Bianciotti, argentinisch-französischer Schriftsteller und Literaturkritiker
- 1930: Günter Hartmann, deutscher Politiker, Abgeordneter der Volkskammer
- 1930: Adam Joseph Maida, US-amerikanischer Geistlicher, Erzbischof von Detroit, Kardinal
- 1930: Maurice Peress, US-amerikanischer Dirigent
- 1932: John Updike, US-amerikanischer Schriftsteller
- 1933: Severino Poletto, italienischer Geistlicher, Erzbischof von Turin, Kardinal
- 1934: Bob Hagestad, US-amerikanischer Automobilrennfahrer
- 1934: Josef Mattausch, deutscher Germanist und Goethe-Forscher
- 1934: Adolf Merckle, deutscher Unternehmer
- 1936: Kai Fischer, deutsche Filmschauspielerin und Autorin
- 1936: Frederik Willem de Klerk, südafrikanischer Politiker, Minister, Staatspräsident Frederik Willem de Klerk (* 1936)

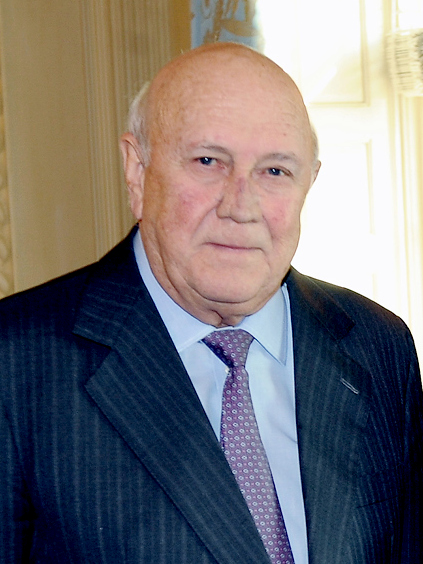
Frederik Willem de Klerk (* 1936)

- 1936: Anthony Nash, britischer Bobfahrer, Olympiasieger, Weltmeister
- 1937: Rudi Altig, deutscher Radrennfahrer, Weltmeister
- 1937: Mark Donohue, US-amerikanischer Automobilrennfahrer
- 1938: Álfrún Gunnlaugsdóttir, isländische Schriftstellerin
- 1938: Dieter Haak, deutscher Politiker, MdL, Landesminister
- 1938: Karin Hausen, deutsche Historikerin
- 1938: Charley Pride, US-amerikanischer Country-Sänger
- 1938: Nuria Quevedo, deutsche Malerin und Grafikerin
- 1939: Ronald Franklin Atkinson, englischer Fußballspieler, -trainer und -experte
- 1939: Angelo Bergamonti, italienischer Motorradrennfahrer
- 1939: Július Holeš, tschechoslowakischer Fußballspieler
- 1939: Peter Kraus, österreichischer Sänger und Schauspieler
- 1939: Hans-Peter Lemmel, deutscher Jurist
- 1939: Tibor R. Machan, US-amerikanischer Philosoph
- 1939: Klaus Teuchert, deutscher Endurosportler
- 1939: Jean-Pierre Wallez, französischer Geiger und Musikpädagoge
- 1940: Hartmut Graßl, deutscher Klimaforscher
- 1941: Wolfgang Bauer, österreichischer Schriftsteller
- 1941: Wilson Pickett, US-amerikanischer Soul-Sänger
- 1942: Ion Drîmbă, rumänischer Fechter, Olympiasieger
- 1942: Doris Pack, deutsche Politikerin, MdB, MdEP Doris Pack (* 1942)

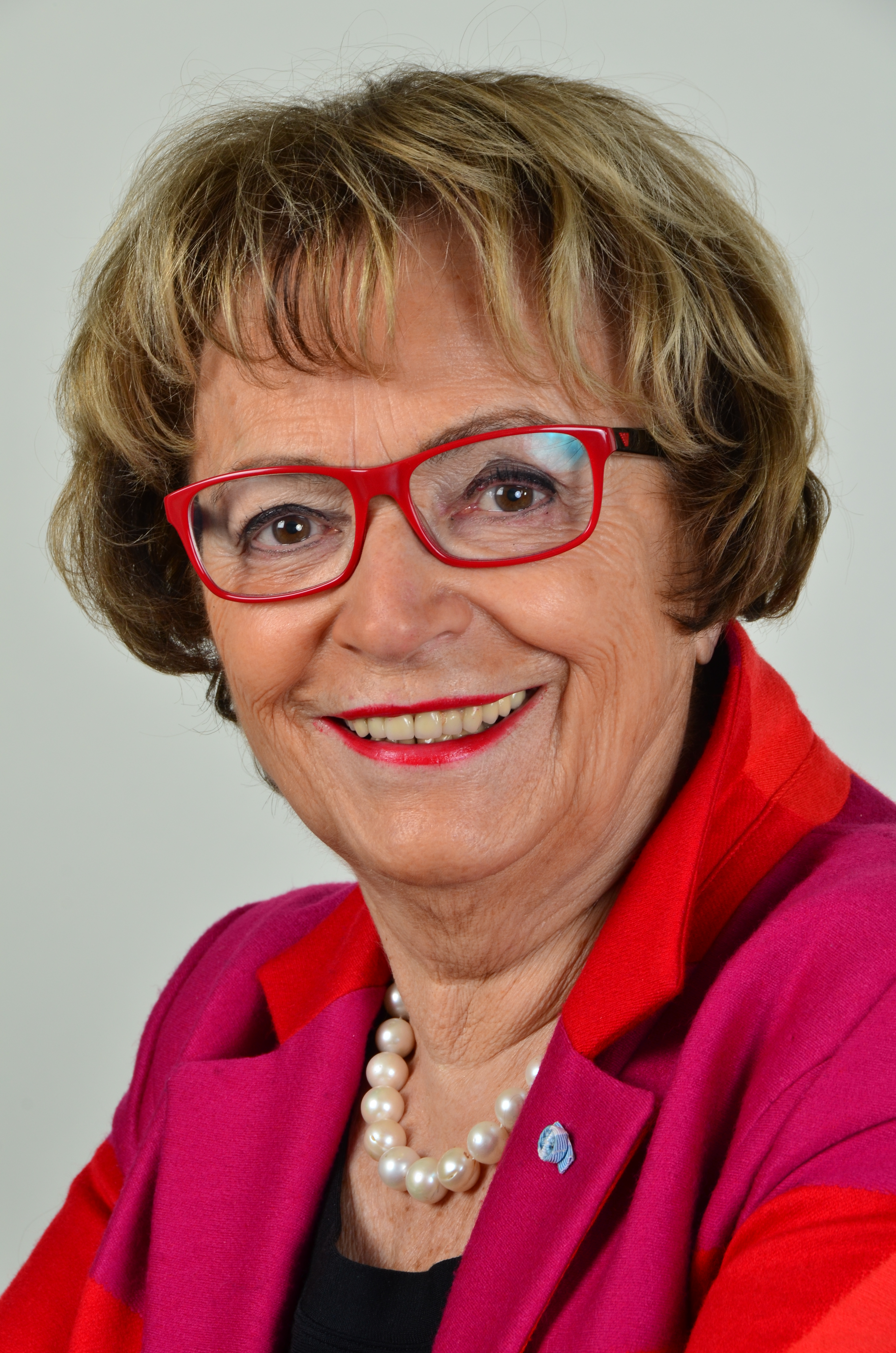
Doris Pack (* 1942)

- 1943: Kevin Dobson, US-amerikanischer Schauspieler
- 1943: Nobuko Imai, japanische Bratschistin
- 1943: Midori Matsuya, japanischer Pianist
- 1943: Monika Weber, Schweizer Politikerin, Nationalrätin
- 1944: Dieter Birr, deutscher Musiker und Sänger (Puhdys)
- 1944: Lord Knud, deutscher Musiker und Radiomoderator
- 1944: Jan Olsson, schwedischer Fußballspieler und -trainer
- 1944: Oswald Sigg, Schweizer Beamter
- 1945: Wolfgang Florey, österreichischer Komponist
- 1945: Anthony Villanueva, philippinischer Boxer, Olympiamedaillengewinner
- 1945: Eric Woolfson, schottischer Komponist und Musiker
- 1946: Michel Leclère, französischer Automobilrennfahrer
- 1946: Stanislav Piętak, tschechischer Theologe und Erziehungswissenschaftler, Bischof der Schlesischen Evangelischen Kirche A.B. in der Tschechischen Republik
- 1947: Roland Jeanneret, Schweizer Journalist und Kommunikationsfachmann
- 1947: B. J. Wilson, britischer Rockmusiker
- 1949: Paul Scheermann, deutscher Fußballspieler
- 1949: Karin Adelmund, niederländische Politikerin
- 1949: Michael Hartl, österreichischer Sänger und Moderator
- 1949: Alex Higgins, nordirischer Snookerspieler
- 1949: Harald Klehn, deutscher Boxer
- 1949: Rodrigo Rato, spanischer Politiker, Minister, Direktor des Internationalen Währungsfonds
- 1949: Jacques Secrétin, französischer Tischtennisspieler
- 1950: James Conlon, US-amerikanischer Dirigent
- 1950: Brad Dourif, US-amerikanischer Schauspieler Brad Dourif (* 1950)

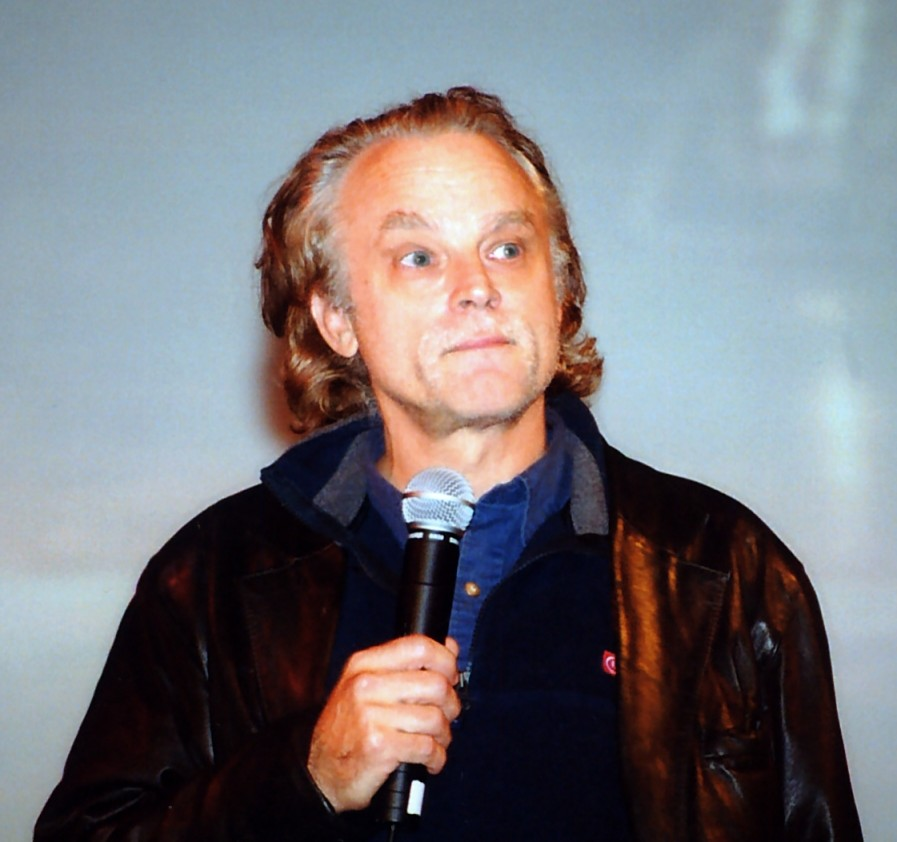
Brad Dourif (* 1950)

- 1950: Peter Funke, deutscher Althistoriker
- 1950: Kay Kohlmeyer, deutscher Vorderasiatischer Archäologe
- 1950: Larry Perkins, australischer Automobilrennfahrer
- 1950: Rainer Tabillion, deutscher Politiker, MdL, MdB
- 1950: Claudia Winterstein, deutsche Politikerin, MdB

#### 1951–1975
- 1951: Bill Frisell, US-amerikanischer Jazzgitarrist
- 1952: Caren Diefenderfer, US-amerikanische Mathematikerin
- 1952ː Brigitte Ebersbach, deutsche Germanistin, Verlegerin und Frauenrechtlerin

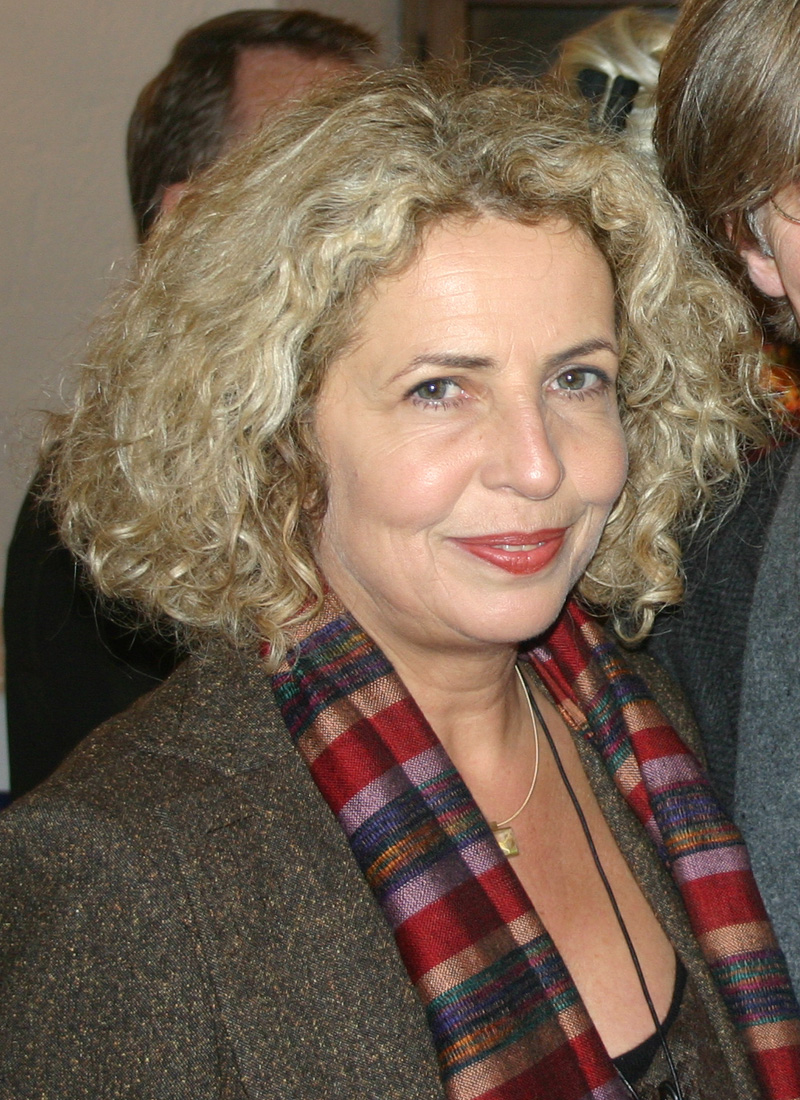
Michaela May (* 1952)

- 1952: Michaela May, deutsche Schauspielerin
- 1952: Peter Prager, deutscher Schauspieler
- 1952: Salome Surabischwili, georgische Politikerin, Ministerin, Staatspräsidentin
- 1953: Harald Schartau, deutscher Politiker, Landesminister
- 1954: Jan Diesselhorst, deutscher Cellist
- 1954: Hisaki Matsuura, japanischer Schriftsteller, Literatur- und Kulturwissenschaftler
- 1954: Andy Narell, US-amerikanischer Jazzschlagzeuger
- 1954: Dietrich Siegl, österreichischer Schauspieler
- 1954: Harry Sokal, österreichischer Jazzmusiker
- 1956: Eduardo Alonso-Crespo, argentinischer Komponist und Dirigent
- 1956: Alfredo Antoniozzi, italienischer Politiker, MdEP
- 1956: Ingemar Stenmark, schwedischer Ski-Sportler, Weltmeister, Olympiasieger
- 1956: Roger Wehrli, Schweizer Fußballspieler
- 1957: Roland Adrowitzer, österreichischer Fernseh-Journalist
- 1958: Morgan Hart, US-amerikanische Schauspielerin
- 1958: Joachim Reiber, deutscher Musikschriftsteller
- 1958: Monika Weber, Schweizer Politikerin

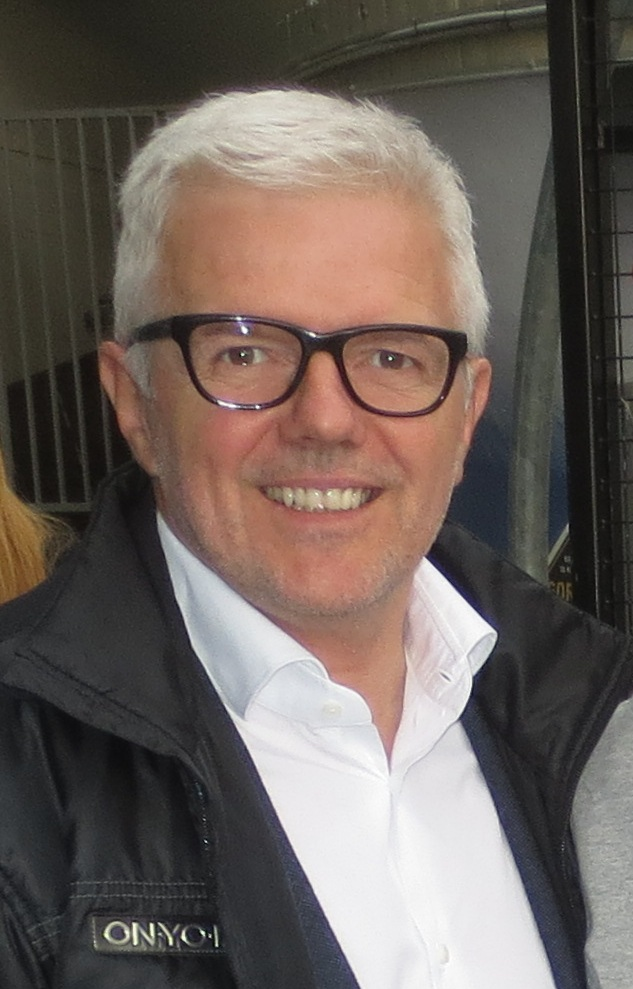
Andreas Wenzel (* 1958)

- 1958: Andreas Wenzel, Liechtensteiner Skirennläufer, Weltmeister
- 1959: Christine Bessenrodt, deutsche Mathematikerin
- 1959: Luc Besson, französischer Filmregisseur
- 1959: Irene Cara, US-amerikanische Sängerin und Schauspielerin
- 1959: Roberto Tricella, italienischer Fußballspieler
- 1960: Max Tidof, deutscher Schauspieler
- 1961: Richard Biggs, US-amerikanischer Schauspieler
- 1961: Grant Hart, US-amerikanischer Schlagzeuger, Gitarrist und Songschreiber
- 1961: Hanna Kulenty, polnisch-niederländische Komponistin
- 1961: Heidi Preuss, US-amerikanische Skirennläuferin
- 1962: Tina Bara, deutsche Fotografin
- 1962: Thomas Hartung, deutscher Germanist, Journalist und Politiker
- 1962: James McMurtry, US-amerikanischer Folkrocksänger und Singer-Songwriter
- 1962: Keith Millard, US-amerikanischer American-Football-Spieler
- 1963: Stefan Arend, deutscher Sozialmanager, Unternehmensvorstand und Publizist
- 1963: Jerry Moffatt, britischer Kletterer
- 1963: Abu Omar, ägyptischer Imam

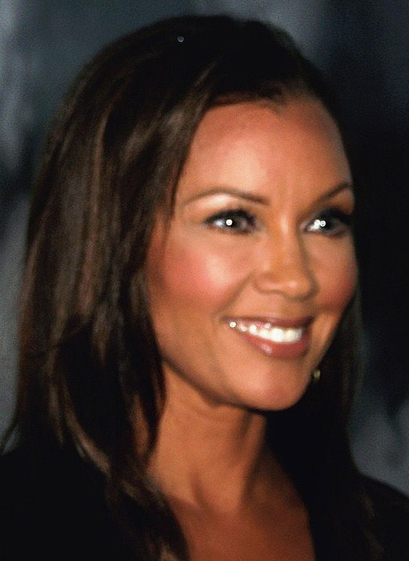
Vanessa Lynn Williams (* 1963)

- 1963: Vanessa Lynn Williams, US-amerikanische Schauspielerin und Sängerin
- 1964: Moses Arndt, deutscher Autor und Verleger
- 1964: Bonnie Blair, US-amerikanische Eisschnellläuferin, Olympiasiegerin
- 1964: Alex Caffi, italienischer Automobilrennfahrer
- 1964: Courtney Pine, britischer Jazz-Saxophonist
- 1964: Rozalla, simbabwische Sängerin
- 1965: Yvonne Chaka Chaka, südafrikanische Sängerin
- 1965: Birgit Clarius, deutsche Leichtathletin
- 1965: David Cubitt, kanadischer Schauspieler
- 1965: Zbigniew Łowżył, polnischer Komponist, Schlagzeuger, Pianist und Musikpädagoge
- 1966: Jerry Cantrell, US-amerikanischer Rockmusiker
- 1966: Fiorenza Cedolins, italienische Opernsängerin (Sopran)
- 1966: Anne Will, deutsche Journalistin und Fernsehmoderatorin
- 1966: Jannis Zamanduridis, deutscher Ringer
- 1967: Mahulena Bočanová, tschechische Schauspielerin
- 1969: Wassyl Iwantschuk, ukrainischer Schachspieler, Großmeister, Weltmeister
- 1970: Suzan Anbeh, deutsche Schauspielerin
- 1970: Frank Ebert, deutscher Bürgerrechtler, Mitbegründer des Archivs der DDR-Opposition
- 1970: Queen Latifah, US-amerikanische Hip-Hop-Musikerin und Schauspielerin
- 1970: Matthias Maurer, deutscher Werkstoffkundler und ESA-Astronaut

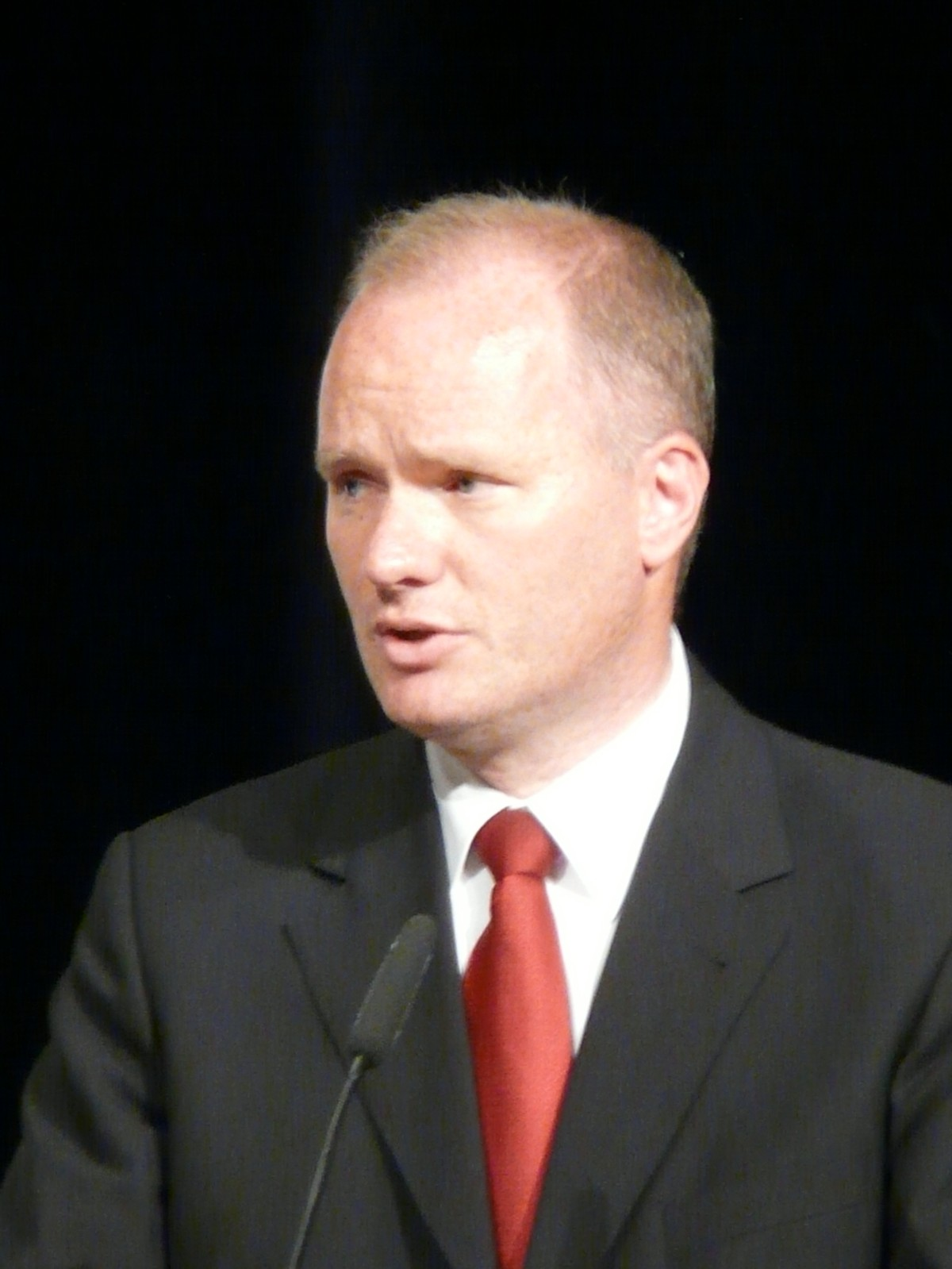
Michael Neumann (* 1970)

- 1970: Michael Neumann, deutscher Politiker und Politikwissenschaftler, MdHB, Senator
- 1970: Andreas Reckwitz, deutscher Soziologe
- 1971: Wayne Arthurs, australischer Tennisspieler
- 1972: Mike Krack, luxemburgischer Motorsport-Ingenieur und Manager
- 1973: Max Barry, australischer Schriftsteller
- 1973: Shane Lewis, australischer Schwimmer
- 1973: Annika Reich, deutsche Schriftstellerin
- 1974: Nik Berger, österreichischer Beachvolleyballspieler
- 1974: Jaschka Lämmert, österreichische Schauspielerin
- 1974: Stuart Zender, britischer Bassist, Komponist und Musikproduzent
- 1975: Sutton Foster, US-amerikanische Schauspielerin, Sängerin und Tänzerin

#### 1976–2000
- 1976: Giovanna Antonelli, brasilianische Schauspielerin und Sängerin
- 1976: Christopher Hanke, US-amerikanischer Schauspieler
- 1976: Patrick Koch, deutscher Politiker, MdL
- 1977: Zdeno Chára, slowakischer Eishockeyspieler
- 1977: Willy Sagnol, französischer Fußballspieler und -trainer
- 1977: Clemens Unterreiner, österreichischer Opernsänger (Bariton)
- 1978: Brooke Hanson, australische Schwimmerin, Olympiasiegerin, Weltmeisterin
- 1978: Fredrik Johansson, schwedischer Radrennfahrer
- 1978: Charlotte Roche, britisch-deutsche Moderatorin und Autorin
- 1979: Danneel Ackles, US-amerikanische Schauspielerin
- 1979: Anja Knauer, deutsche Schauspielerin

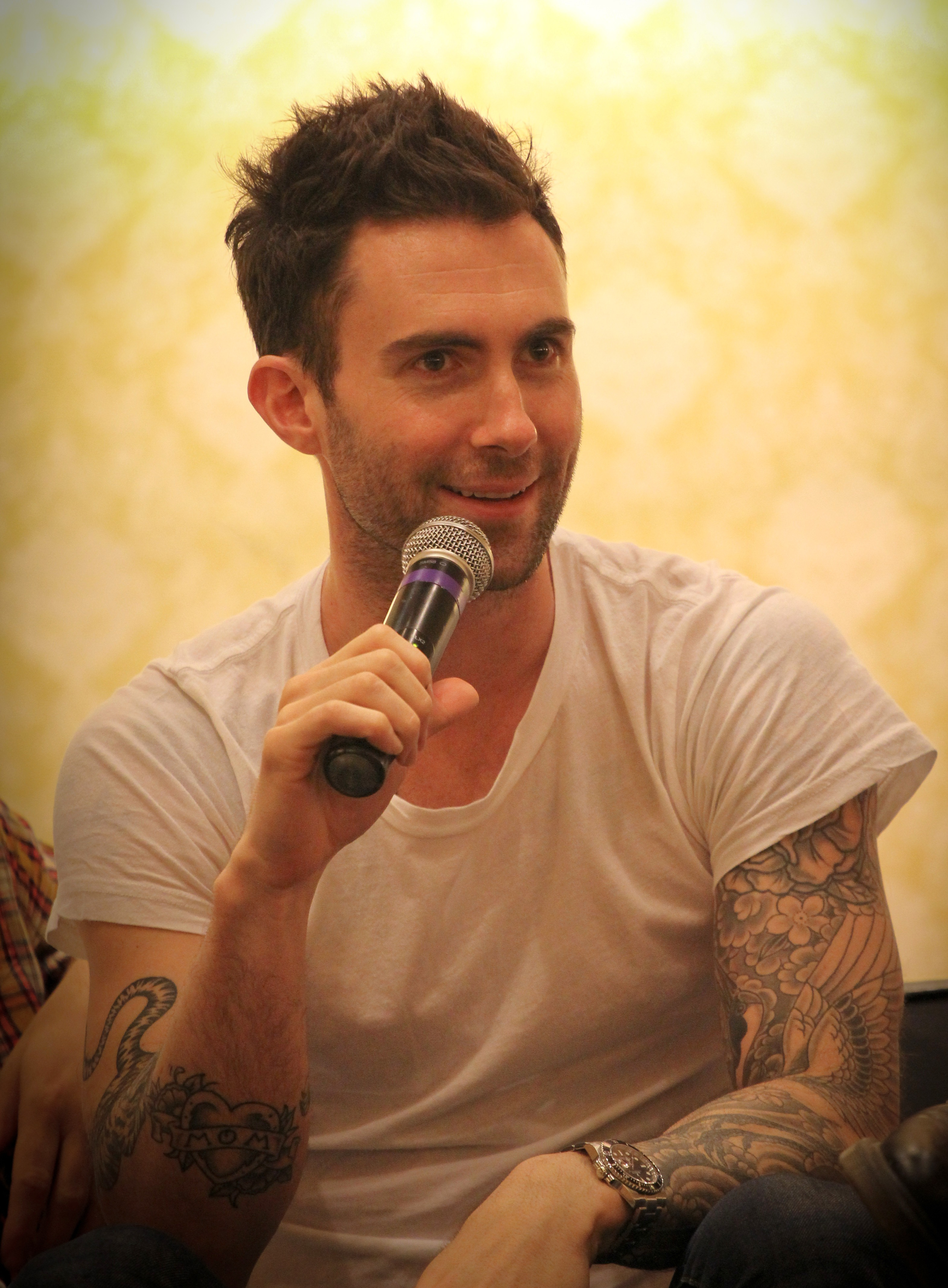
Adam Levine (* 1979)

- 1979: Adam Levine, US-amerikanischer Sänger und Gitarrist
- 1980: Sébastien Frey, französischer Fußballspieler
- 1980: Alexei Konstantinowitsch Jagudin, russischer Eiskunstläufer, Weltmeister, Olympiasieger
- 1980: Sophia Myles, britische Schauspielerin
- 1980: Juliette Schoppmann, deutsche Pop- und Musicalsängerin
- 1981: Lina Andersson, schwedische Skilangläuferin, Olympiasiegerin
- 1981: Faruk Atalay, türkischer Fußballspieler
- 1981: Fabian Cancellara, Schweizer Radrennfahrer, Weltmeister, Olympiasieger
- 1981: Jang Nara, südkoreanische Sängerin und Schauspielerin
- 1981: Tom Starke, deutscher Fußballspieler
- 1982: Tatjana Albertowna Arntgolz, russische Schauspielerin
- 1982: Inga Aršakyan, armenische Musikerin
- 1982: Olof Ask, schwedischer Handballspieler
- 1982: Timo Glock, deutscher Automobil-Rennfahrer
- 1982: Mantorras, angolanischer Fußballspieler
- 1984: Katja Kramarczyk, deutsche Handballspielerin
- 1984: Rajeev Ram, US-amerikanischer Tennisspieler
- 1984: Christine Rauh, deutsche Violoncellistin
- 1984: Mike Schmid, Schweizer Freestyle-Skisportler

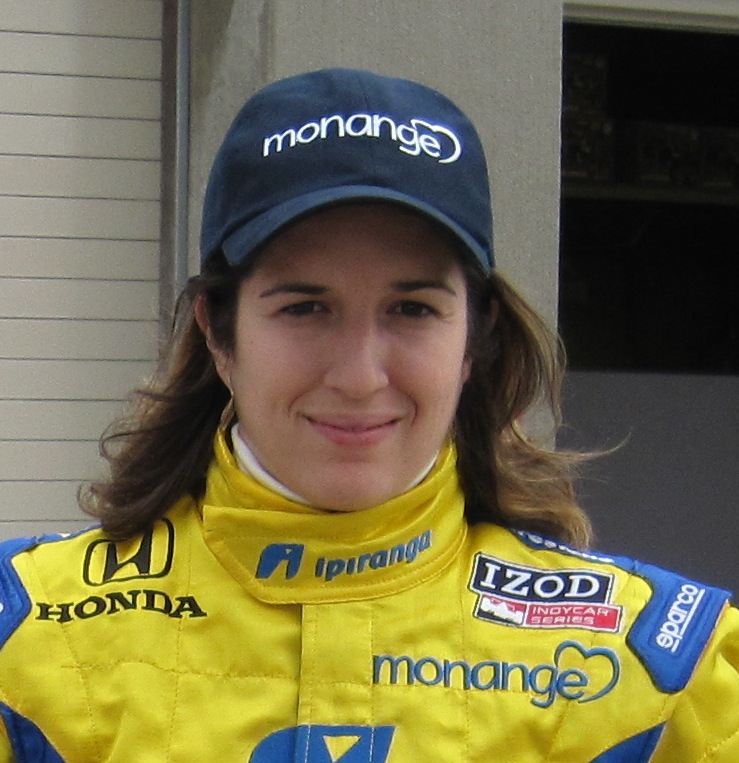
Ana Beatriz (* 1985)

- 1985: Ana Beatriz, brasilianische Automobilrennfahrerin
- 1985: Krisztián Berki, ungarischer Turner, Weltmeister, Olympiasieger
- 1985: Juliane Brummund, deutsche Schauspielerin
- 1985: Jamie Gregg, kanadischer Eisschnellläufer
- 1985: Michaela Kirchgasser, österreichische Skirennläuferin, Weltmeisterin
- 1985: Vince Lia, australischer Fußballspieler
- 1985: Gordon Schildenfeld, kroatischer Fußballspieler
- 1986: Paulina Barzycka, polnische Schwimmerin
- 1986: Lykke Li, schwedische Sängerin
- 1986: Maja Wallstein, deutsche Politikerin (SPD), MdB
- 1987: Gabriel Mercado, argentinischer Fußballspieler
- 1987: Sergej Minich, deutscher Politiker
- 1987: Arnd Peiffer, deutscher Biathlet, Weltmeister, Olympiasieger
- 1987: Rebecca Soni, US-amerikanische Brustschwimmerin, Weltmeisterin, Olympiasiegerin
- 1988: Hovhannes Goharjan, armenischer Fußballspieler
- 1989: Lily Collins, britische Schauspielerin
- 1989: François Goeske, deutsch-französischer Schauspieler
- 1990: Jonatan Kotzke, deutscher Fußballspieler
- 1990: Wilson Gonzalez Ochsenknecht, deutscher Schauspieler
- 1991: Anna Majtkowski, deutsche Schauspielerin
- 1992: Pedro Astray, spanischer Fußballspieler
- 1993: Ersel Aslıyüksek, türkischer Fußballspieler
- 1993: Mana Iwabuchi, japanische Fußballspielerin
- 1993: Maziah Mahusin, bruneiische Hürdenläuferin
- 1994: Giorgio Roda, italienischer Automobilrennfahrer
- 1995: Dino Dizdarevic, deutscher Basketballspieler
- 1995: Joel Dufter, deutscher Eisschnellläufer
- 1996: Madeline Carroll, US-amerikanische Schauspielerin
- 1997: Ciara Bravo, US-amerikanische Schauspielerin
- 1997: Igor Malinowski, russischer Biathlet
- 1997: Maximilian Mittelstädt, deutscher Fußballspieler
- 1998: Juliane Frühwirt, deutsche Biathletin
- 1998: Jamie-Lee Kriewitz, deutsche Sängerin
- 1998: Ross McCrorie, schottischer Fußballspieler
- 1999: Noée Abita, französische Schauspielerin
- 1999: Filippo Zana, italienischer Radrennfahrer

### 21. Jahrhundert
- 2002: Oliver Klemet, deutscher Freiwasserschwimmer

## Gestorben

### Vor dem 18. Jahrhundert
- 0317: Valentina, christliche Märtyrerin
- 0386: Kyrill von Jerusalem, Bischof von Jerusalem, Kirchenlehrer, Heiliger
- 0588: Frediano von Lucca, irischer Geistlicher, Bischof von Lucca, Heiliger der römisch-katholischen Kirche
- 0978: Eduard der Märtyrer, König von England
- 0981: Slavník, böhmischer Adliger
- 1026: Heimo, Bischof von Konstanz
- 1058: al-Yazuri, Wesir der Fatimiden-Kalifen
- 1076: Ermengarde, Gräfin von Gâtinais
- 1086: Anselm II. von Lucca, Bischof von Lucca, Heiliger der römisch-katholischen Kirche
- 1102: Aribo II., Pfalzgraf von Bayern
- 1184: Taira no Tadanori, japanischer Samurai
- 1187: Bogislaw I., Herzog von Pommern
- 1227: Honorius III., Papst
- 1263: Eberhard IV., Graf von Eberstein, Inhaber der Herrschaft Stauf, Klostergründer
- 1271: Bertho II. von Leibolz, Fürstabt des Klosters Fulda
- 1308: Juri I. von Galizien, Fürst von Bels und Halitsch-Wladimir, „König der Rus“
- 1314: Geoffroy de Charnay, französischer Templer
- 1314: Jacques de Molay, französischer Großmeister des Templerordens
- 1321: Matthäus Csák, ungarischer Adeliger und Oligarch
- 1409: Werner Schaler, Bischof von Basel
- 1448: Catherine Quicquat, Opfer eines Inquisitionsverfahrens wegen Hexerei im Herzogtum Savoyen
- 1493: Johann von Lannoy, westflämischer Adliger, Statthalter von Holland und Seeland
- 1505: Benedikt von Waldstein, Bischof von Cammin

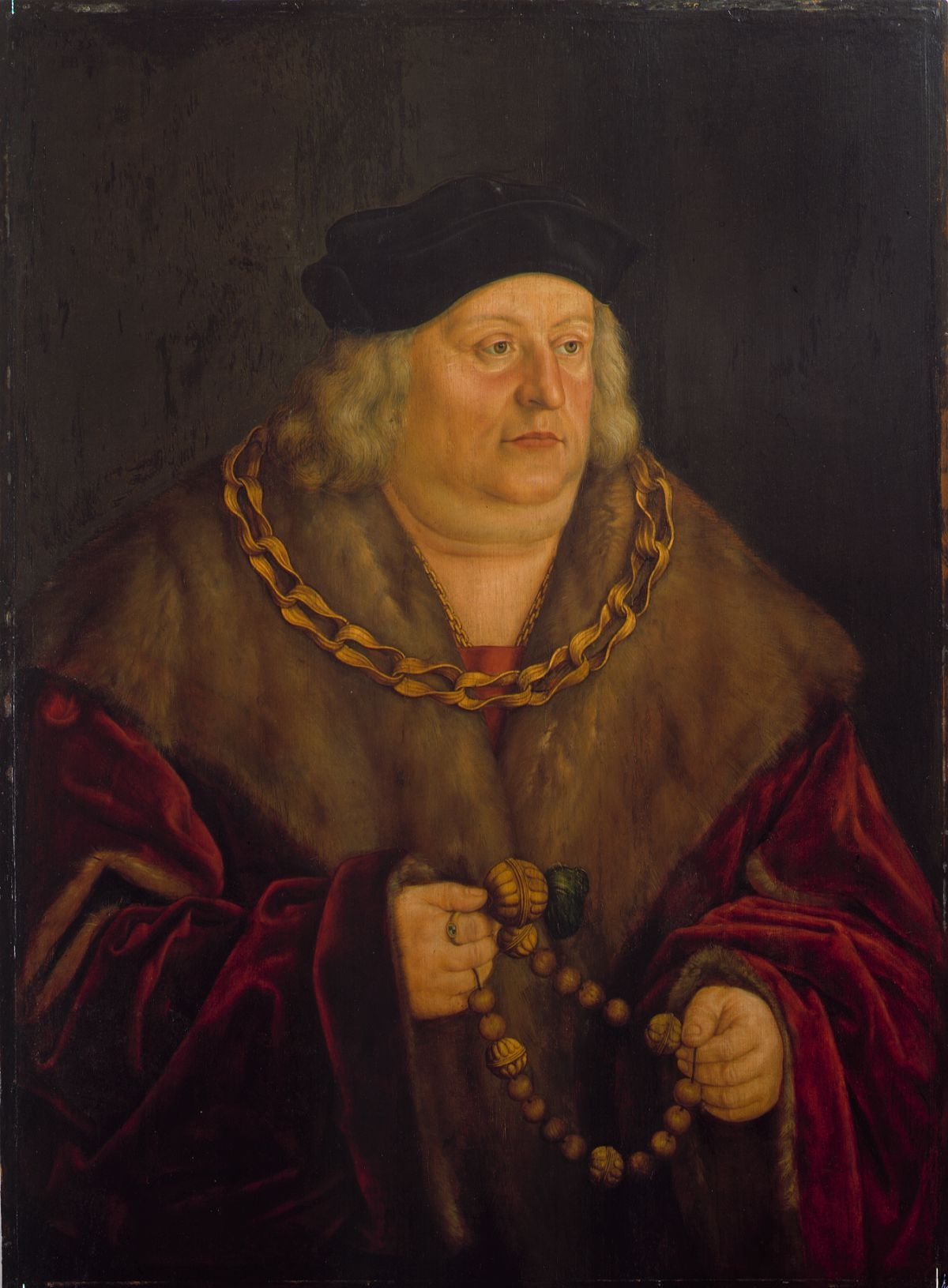
Albrecht IV. († 1508)

- 1508: Albrecht IV., Herzog von Bayern
- 1508: Antonio Trivulzio der Ältere, italienischer Geistlicher, Bischof von Como, Kardinal
- 1538: Erard de La Marck, Fürstbischof von Lüttich, Bischof von Chartres, Erzbischof von Valencia, Kardinal
- 1541: Henricus Ubbius, ostfriesischer Jurist, Kanzler und Chronist
- 1553: Václav Hájek z Libočan, böhmischer Chronist
- 1555: Sebastian von Heusenstamm, Erzbischof von Mainz, Reichserzkanzler
- 1563: Albrecht II., Graf von Hoya
- 1576: Karl I., Graf von Hohenzollern
- 1576: Johann Stössel, deutscher evangelischer Theologe und Reformator
- 1578: Johann Baumgart, deutscher Theologe, Kirchenlieddichter und Schuldramatiker
- 1583: Abelke Bleken, Opfer der Hexenprozesse in Hamburg
- 1583: Magnus von Dänemark, Bischof von Ösel-Wiek, Kurland und Reval
- 1584: Iwan der Schreckliche, russischer Zar
- 1651: Paul Röber, deutscher Theologe
- 1651: Gerard Seghers, flämischer Maler
- 1677: Marie Luise von Degenfeld, Ehefrau von Karl I. Ludwig von der Pfalz, Raugräfin zu Pfalz
- 1700: Cornelis Valckenier, Regent von Amsterdam, Direktor der Sozietät von Suriname

### 18. Jahrhundert
- 1702: Christine von Hessen-Eschwege, Herzogin von Braunschweig-Wolfenbüttel-Bevern
- 1708: Georg Thormann, Schweizer Geistlicher und Theologe
- 1713: Juraj Jánošík, slowakischer Räuberführer, Nationalheld
- 1727: Thomas Carew, britischer Politiker
- 1737: Ferdinand von Plettenberg, kurkölnischer Premierminister, Obristkämmerer und Erbmarschall des Kurfürsten Clemens August von Bayern
- 1739: Friedrich Wilhelm von Grumbkow, preußischer Generalfeldmarschall und Staatsmann
- 1745: Robert Walpole, britischer Politiker, Premierminister
- 1746: Anna Leopoldowna, Prinzessin von Braunschweig-Wolfenbüttel, Großfürstin und Regentin Russlands
- 1759: Nicolaus Jonas Sorber, deutscher Stück- und Glockengießer
- 1762: Paul II. Anton Esterházy de Galantha, ungarischer Feldmarschall
- 1762: Johann Baptist Regondi, italienischer Steinmetz und Bildhauer
- 1768: Laurence Sterne, englisch-irischer Schriftsteller
- 1781: Anne Robert Jacques Turgot, französischer Staatsmann und Ökonom
- 1782: Ernst Jakob Danovius, deutscher lutherischer Theologe
- 1786: Ferdinand Sterzinger, österreichischer Theologe und Kirchenrechtler
- 1788: Ernst Sigismund von Anger, preußischer Landrat und Gutsbesitzer
- 1793: Karl Abraham von Zedlitz , preußischer Minister
- 1795: Wolfgang Ludwig Hörmann von und zu Gutenberg, deutscher Kanzleidirektor und Stadtchronist
- 1799: Adam Friedrich Oeser, deutscher Maler und Bildhauer

### 19. Jahrhundert
- 1805: Johann Jacob Ebert, deutscher Mathematiker, Dichter, Astronom, Journalist und Autor
- 1807: Johann Peter Pichler, österreichischer Bildnisstecher und Mezzotintokünstler
- 1809: Karoline Kaulla, deutsche Hoffaktorin und Unternehmerin
- 1812: Johann Gottlob Trampeli, deutscher Orgelbauer
- 1813: Marie Catherine Brignole, Fürstin von Monaco und Condé
- 1817: Johann Jakob Walder, Schweizer Politiker, Jurist und Komponist

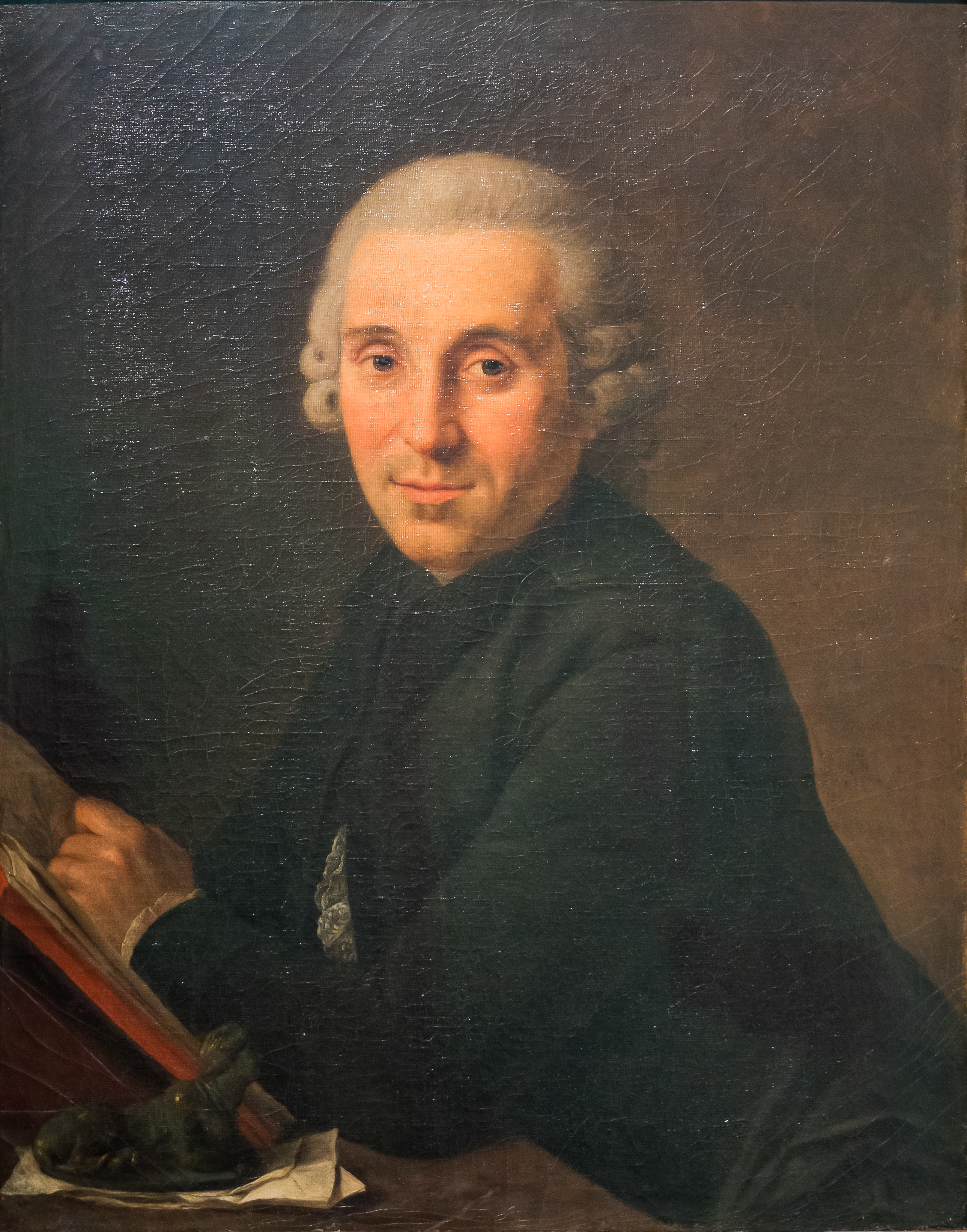
Ferdinand Franz Wallraf († 1824)

- 1824: Ferdinand Franz Wallraf, deutscher Botaniker, Mathematiker, Priester und Kunstsammler
- 1829: Alexandre de Lameth, französischer Soldat und Politiker
- 1831: Simon de Sandol-Roy, Schweizer Offizier in fremden Diensten und niederländischer Generalmajor
- 1844: Peter Jochims, deutscher Beamter
- 1851: Conrad Graf, deutsch-österreichischer Klavierbauer
- 1852: Friedrich Wilhelm Carové, deutscher Jurist, Germanist und Philosoph
- 1856: Henry Pottinger, britischer Offizier und Kolonialbeamter, Gouverneur von Hongkong, der Kapkolonie und Madras
- 1858: Franz Kugler, deutscher Dichter
- 1860: William Henry Bissell, US-amerikanischer Politiker, Mitglied des Repräsentantenhauses, Gouverneur von Illinois
- 1861: Paolo Ghiringhelli, Schweizer Benediktiner und Statthalter
- 1865: Friedrich August Stüler, preußischer Baumeister
- 1871: Augustus De Morgan, britischer Mathematiker
- 1871: Georg Gottfried Gervinus, deutscher Historiker und Politiker, Mitglied der Frankfurter Nationalversammlung
- 1876: Ferdinand Freiligrath, deutscher Lyriker, Dichter und Übersetzer
- 1876: Ludwig Giesebrecht, deutscher Dichter und Historiker
- 1885: August Kramer, deutscher Erfinder
- 1886: Christian Felix Ackens, deutscher Chorleiter und Komponist
- 1887: Ferdinand Scheller, deutscher Klavier- und Orgelbauer
- 1888: Charles Monselet, französischer Schriftsteller und Journalist, Lyriker und Librettist
- 1890ː Henriette Carl, deutsche Opernsängerin
- 1890: Johann Georg Halske, deutscher Unternehmer
- 1892: Franz Ullmann, österreichischer Orgelbauer
- 1893: David H. Armstrong, US-amerikanischer Politiker, Senator
- 1893: Tomás León, mexikanischer Komponist und Pianist
- 1894: Ladislau de Souza Mello Netto, brasilianischer Botaniker
- 1895: Charlotte Montagu-Douglas-Scott, schottische Adlige und Hofdame

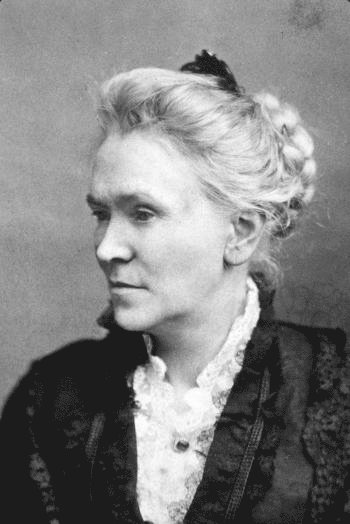
Matilda Joslyn Gage († 1898)

- 1898: Matilda Joslyn Gage, US-amerikanische Suffragette und Menschenrechtsaktivistin
- 1899: Othniel Charles Marsh, US-amerikanischer Paläontologe
- 1900: Ernst Aub, deutscher Mediziner und Politiker, MdL, Präsident des Deutschen Ärztebundes

### 20. Jahrhundert

#### 1901–1950

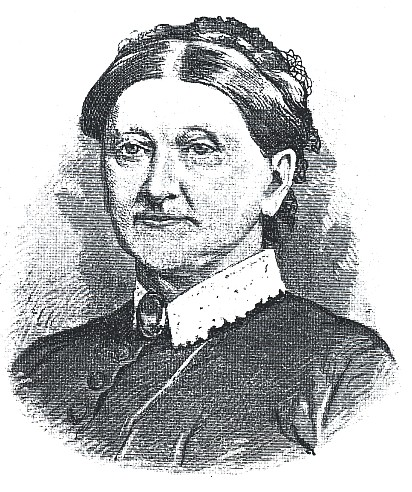
Franziska von Fritsch († 1904)

- 1904: Franziska von Fritsch, deutsche Schriftstellerin
- 1905: Joseph Roswell Hawley, US-amerikanischer Politiker, Gouverneur von Connecticut, Mitglied des Repräsentantenhauses, Senator
- 1906: Hermann Rogalla von Bieberstein, deutsch-US-amerikanischer Bauingenieur und Politiker
- 1906: Maria Beatrix von Österreich-Este, Erzherzogin von Österreich-Este und Prinzessin von Modena

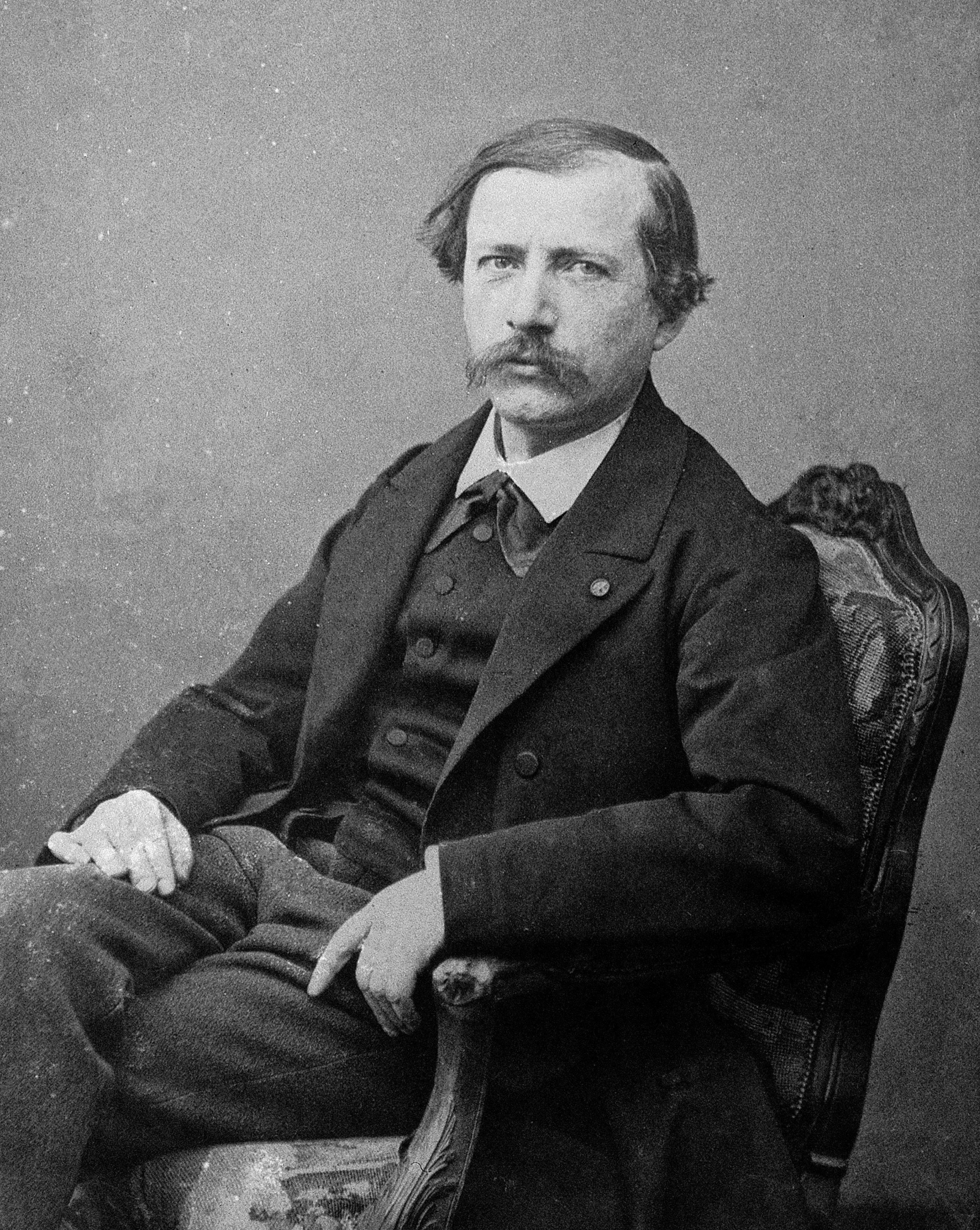
Marcelin Berthelot († 1907)

- 1907: Marcelin Berthelot, französischer Chemiker, Wissenschaftshistoriker und Politiker, Minister
- 1908: Julius Scharlach, deutscher Jurist und Unternehmer
- 1911: John Attfield, englischer Chemiker
- 1912: August Thon, deutscher Rechtswissenschaftler

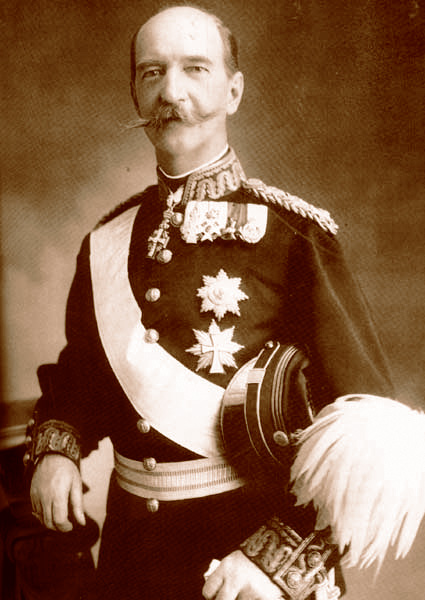
Georg I. von Griechenland († 1913)

- 1913: Georg I., König von Griechenland
- 1913: Louis Joseph André, französischer General und Politiker, Minister
- 1915: Otto Weddigen, deutscher U-Boot-Kommandant
- 1916: Karl Gölsdorf, österreichischer Ingenieur, Lokomotiv-Konstrukteur
- 1918: Joseph Deniker, französischer Anthropologe und Rassentheoretiker

Marie Schlieps († 1919)

- 1919: Marie Schlieps, deutsch-baltische Diakonisse, Märtyrerin der evangelischen Kirche
- 1928: Jesse F. Stallings, US-amerikanischer Rechtsanwalt und Politiker, Mitglied des Repräsentantenhauses
- 1929: Hamza Hakimzoda Niyoziy, usbekischer Poet
- 1930: Julius Zeißig, deutscher Architekt
- 1932: William Willard Ashe, US-amerikanischer Botaniker und Forstmann
- 1933: Dawid Alexandrowitsch Aitow, russischer Kartograf und Revolutionär

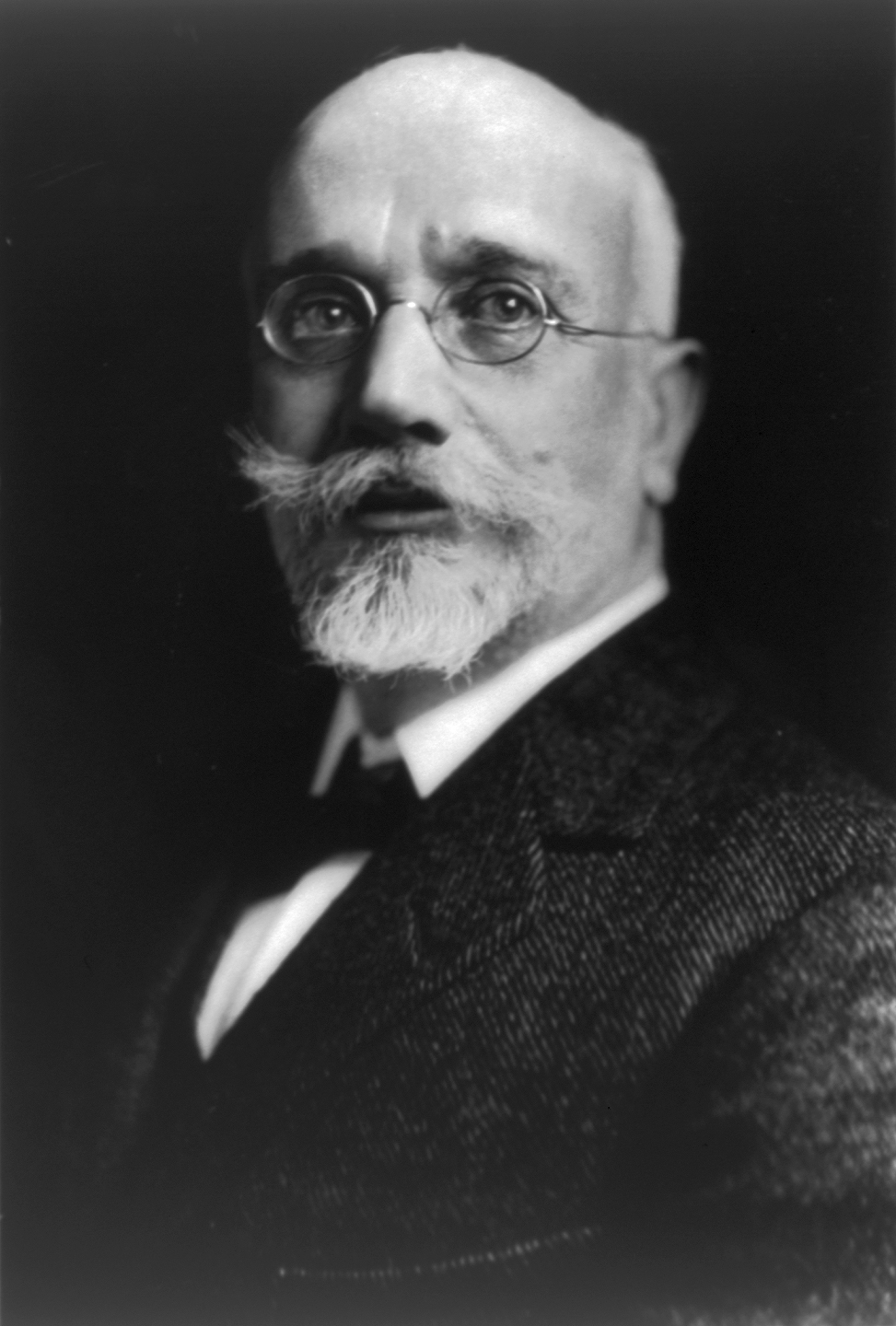
Elefthérios Venizélos († 1936)

- 1936: Eleftherios Venizelos, griechischer Politiker, mehrfacher Premierminister

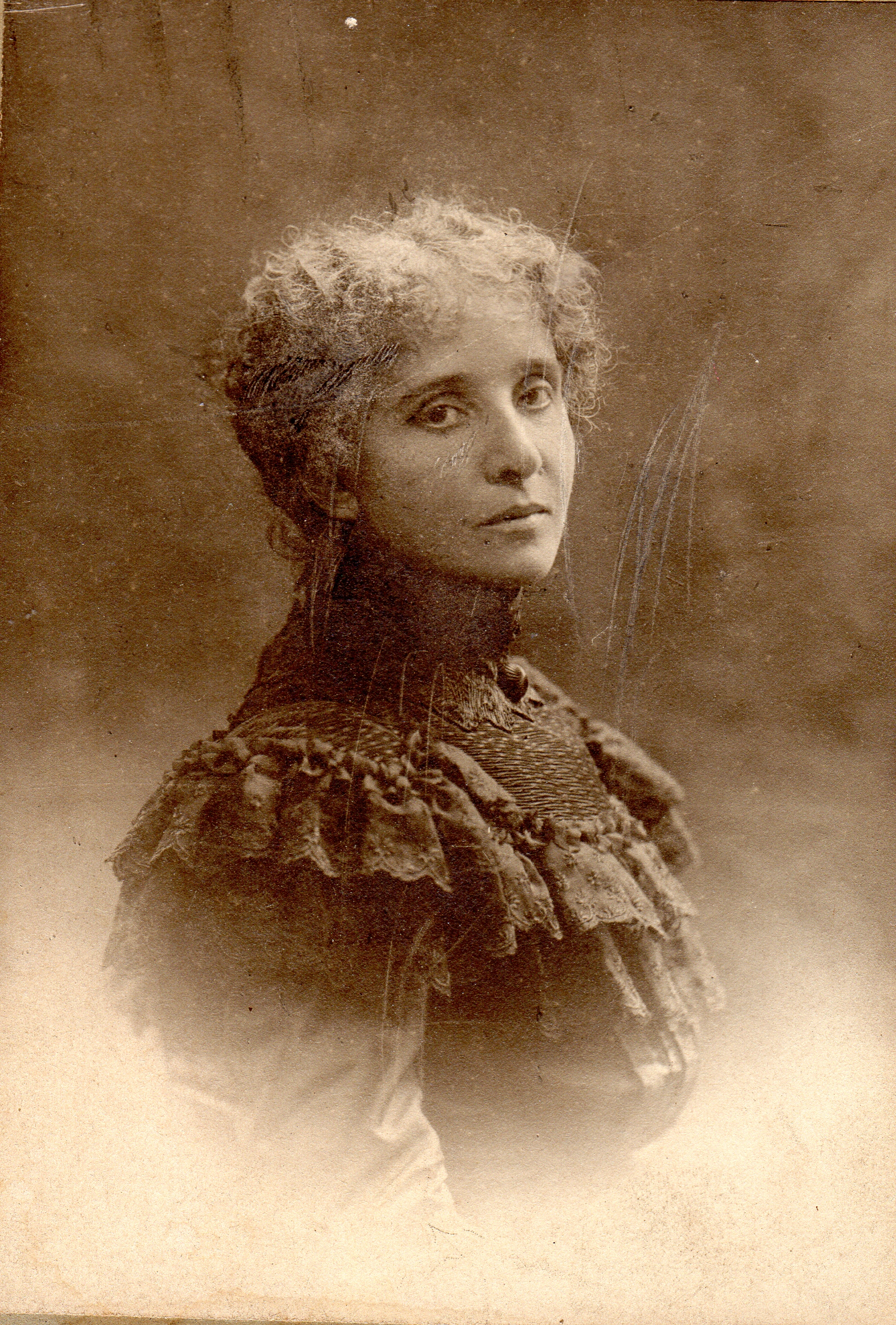
Mel Bonis († 1937)

- 1937: Mélanie Bonis, französische Komponistin
- 1937: Bolesław Raczyński, polnischer Komponist und Musikpädagoge
- 1938: Cyril Rootham, britischer Komponist
- 1938: Erich Schultze, deutscher Schwimmer
- 1941: Henri Cornet, französischer Radrennfahrer
- 1945: William Grover-Williams, britisch-französischer Automobilrennfahrer und Spion
- 1946: Jules Amiguet, Schweizer evangelischer Geistlicher und Hochschullehrer
- 1947: William Durant, US-amerikanischer Automobil-Pionier
- 1947: Michail Gerdschikow, bulgarischer Revolutionär

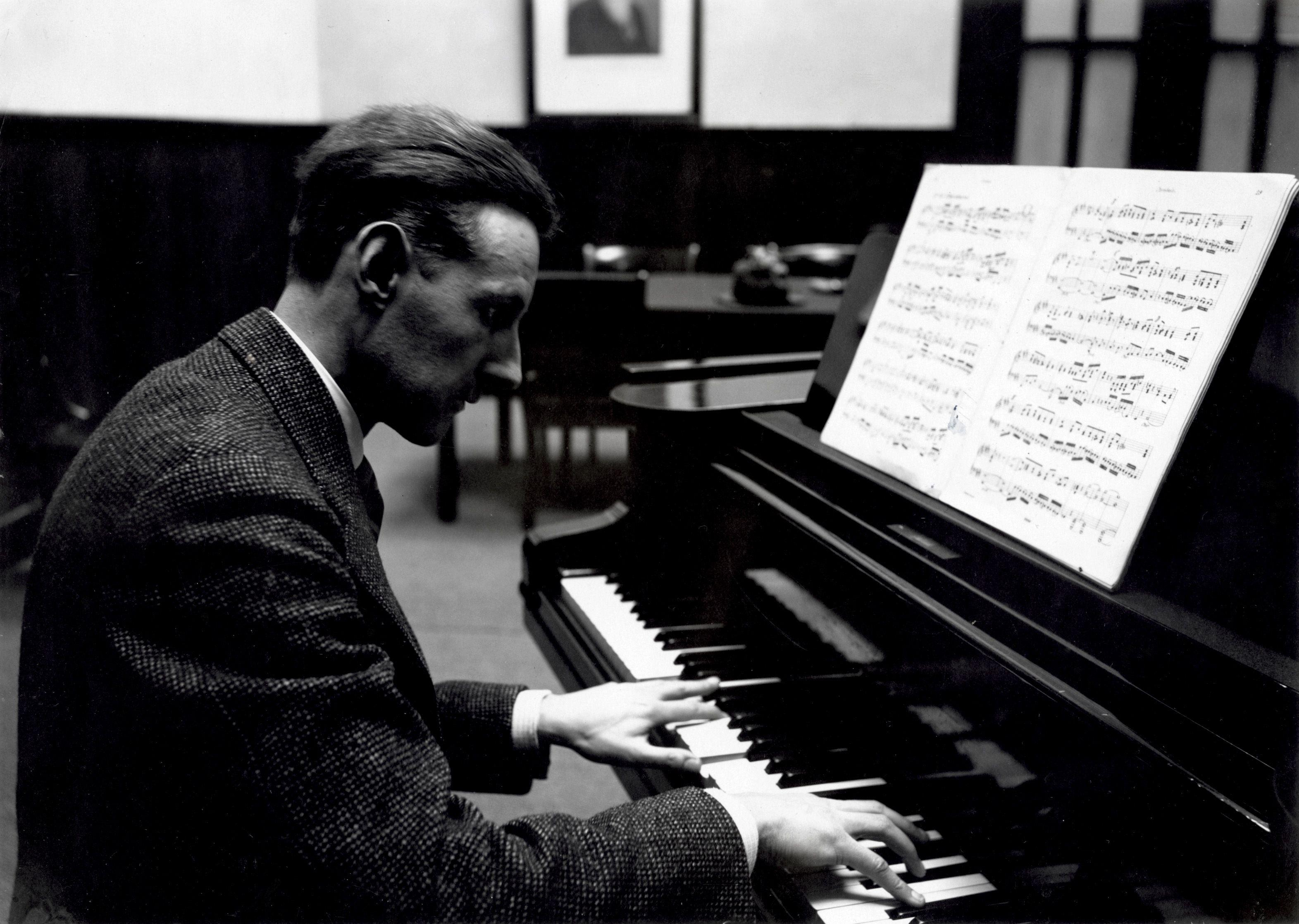
Willem Pijper († 1947)

- 1947: Willem Pijper, niederländischer Komponist

#### 1951–2000
- 1953: Peter von Agris, deutscher Unternehmer und Kommunalpolitiker
- 1956: Louis Bromfield, US-amerikanischer Schriftsteller

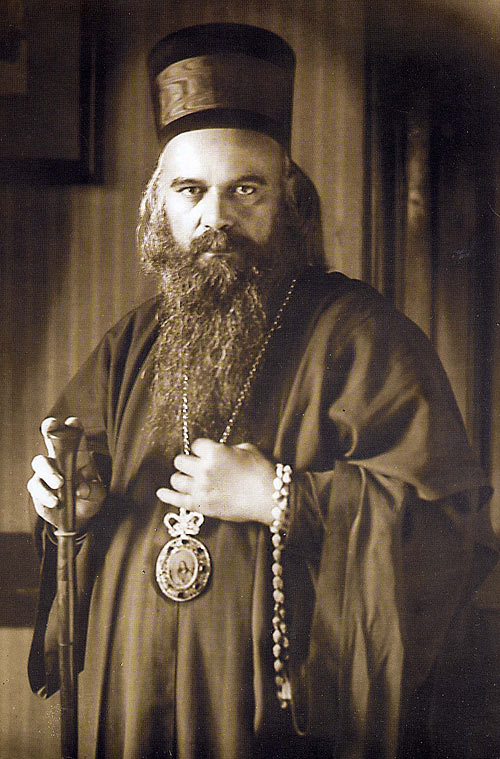
Nikolaj Velimirović († 1956)

- 1956: Nikolaj Velimirović, jugoslawisch-US-amerikanischer Geistlicher, Bischof von Žiča und Ohrid, Heiliger der Serbisch-Orthodoxen Kirche
- 1957: Emma Cotta, deutsche Schauspielerin, Modezeichnerin, Redakteurin und Bildhauerin
- 1958: Dora Brandenburg-Polster, deutsche Buchillustratorin, Malerin und Grafikerin
- 1958: Max Terpis, Schweizer Tänzer, Choreograf, Regisseur und Psychologe
- 1962: Walter W. Bacon, US-amerikanischer Politiker, Gouverneur von Delaware
- 1962: Hossein Kazemzadeh, iranischer Lehrer, Journalist und Mystiker
- 1962: Anneliese Umlauf-Lamatsch, österreichische Schriftstellerin
- 1963ː Emma Lambotte, belgische Autorin, Kunstsammlerin und -kritikerin
- 1964: Norbert Wiener, US-amerikanischer Mathematiker
- 1965: Faruq, König von Ägypten
- 1966: Fritz Uphoff, deutscher Maler
- 1967: Erik Hansen, deutscher General
- 1967: Waldemar Lestienne, französischer Automobilrennfahrer, -konstrukteur und Unternehmer
- 1969ː Barbara Bates, US-amerikanische Schauspielerin
- 1969: Elna Jørgen-Jensen, dänische Balletttänzerin und Choreographin
- 1971: Paul Appel, deutscher Lyriker und Essayist
- 1971: Klaus Katterbach, deutscher Physiker

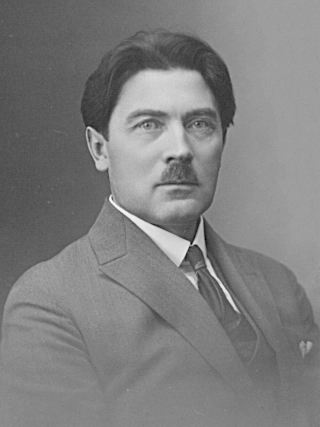
Johannes Aavik († 1973)

- 1973: Johannes Aavik, estnischer Sprachwissenschaftler und Schriftsteller
- 1974: Jan Broekhuis, niederländischer Komponist
- 1974: Hans Döllgast, deutscher Architekt und Graphiker
- 1974: Hertta Kuusinen, finnische Politikerin, Ministerin
- 1975: Alain Grandbois, kanadischer Lyriker, Novellist und Essayist
- 1977: Marien Ngouabi, kongolesischer Offizier und Politiker, Staatspräsident
- 1977: Carlos Pace, brasilianischer Automobilrennfahrer
- 1978: Valeska Gert, deutsche Tänzerin
- 1980: Erich Fromm, deutsch-US-amerikanischer Psychoanalytiker, Philosoph und Sozialpsychologe
- 1980: Tamara de Lempicka, polnische Malerin
- 1982: Émile Chenard, französischer Automobilrennfahrer
- 1982: Otto Krayer, deutscher Arzt und Pharmakologe
- 1982: Wassili Iwanowitsch Tschuikow, sowjetischer Militärführer und Politiker, Held der Sowjetunion, Marschall
- 1983: Gerhard Desczyk, deutscher Schriftsteller und Parteifunktionär in der DDR, Cheflektor des Union Verlages Berlin
- 1983: Josef Koch, deutscher Arzt, Mitbegründer des Deutschen Roten Kreuzes
- 1983: Bolko von Richthofen, deutscher Prähistoriker

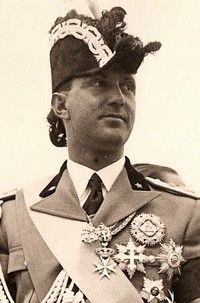
Umberto II. († 1983)

- 1983: Umberto II., letzter König von Italien
- 1984: Paul Francis Webster, US-amerikanischer Songtexter
- 1986: Ludvík Aškenazy, tschechischer Schriftsteller, Dramatiker und Drehbuchautor
- 1986: Bernard Malamud, US-amerikanischer Maler
- 1989: Lieselotte Wicke, deutsche Politikerin, MdL
- 1991: Vilma Bánky, ungarische Schauspielerin
- 1991: Dezider Kardoš, slowakischer Komponist
- 1991: Herbert Sandberg, deutscher Grafiker und Karikaturist
- 1994: William Bergsma, US-amerikanischer Komponist
- 1994: Peter Borgelt, deutscher Schauspieler
- 1994: Günter Mittag, deutscher Politiker, Abgeordneter der Volkskammer, Mitglied des Politbüros des ZK der SED und des Staatsrates der DDR
- 1995: Jacques Labrecque, kanadischer Folksänger und Musikproduzent
- 1995: Ahmad Raffae, malaysischer Beamter, zeremonielles Staatsoberhaupt des Bundesstaats Sabah
- 1996: Odysseas Elytis, griechischer Dichter
- 1996: Maxl Graf, deutscher Volksschauspieler
- 1997: Wladimir Lindenberg, russisch-deutscher Arzt
- 1999: Karl Litschi, Schweizer Radsportler
- 2000: Eberhard Bethge, deutscher Theologe
- 2000: Rudi von der Dovenmühle, deutscher Schlagerkomponist

### 21. Jahrhundert
- 2001: John Phillips, US-amerikanischer Musiker und Komponist (The Mamas and the Papas)
- 2002: Raphael Aloysius Lafferty, US-amerikanischer Schriftsteller
- 2003: Karl Kling, deutscher Automobilrennfahrer
- 2003: Adam Osborne, britisch-US-amerikanischer Buchautor, Softwareentwickler und Computerdesigner, Erfinder des Laptop
- 2004: Erna Spoorenberg, niederländische Sopranistin
- 2005: János Rácz, ungarischer Mathematiker, Lehrer und Autor
- 2006: Heinz Hess, deutscher Unternehmer
- 2006: Ernst Schubert, deutscher Historiker
- 2007: Franz Rieser, österreichischer Lehrer
- 2008: Anthony Minghella, britischer Regisseur und Autor
- 2008: Jochen Petersdorf, deutscher Schriftsteller
- 2009: Toni Leutwiler, Schweizer Musiker und Dirigent, Komponist und Arrangeur

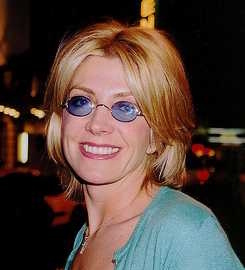
Natasha Richardson († 2009)

- 2009: Natasha Richardson, britische Schauspielerin
- 2011: Warren Christopher, US-amerikanischer Diplomat und Jurist
- 2011: Jet Harris, britischer Bassgitarrist
- 2011: Wolfgang Spier, deutscher Schauspieler
- 2012: Jalal Zolfonoun, iranischer Tar- und Setarspieler, Komponist und Musikpädagoge
- 2013: Peter Ensikat, deutscher Schriftsteller und Kabarettist
- 2013: Mary Ellen Rudin, US-amerikanische Mathematikerin
- 2014: Karl Thomas Fehr, deutscher Mineraloge
- 2015: Eike Jessen, deutscher Informatiker und Hochschullehrer
- 2016: Lothar Späth, deutscher Politiker und Manager, MdL, Ministerpräsident von Baden-Württemberg

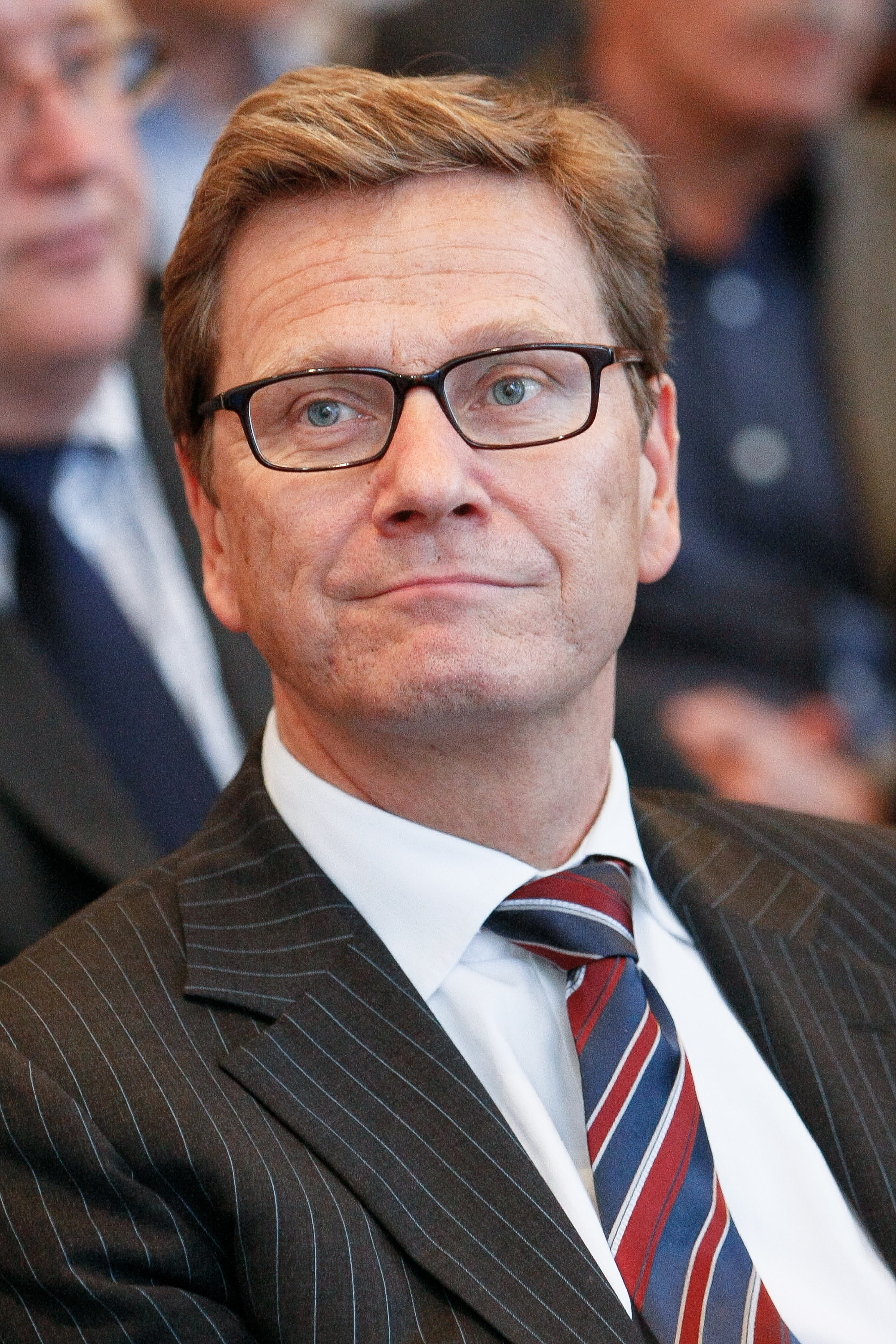
Guido Westerwelle († 2016)

- 2016: Guido Westerwelle, deutscher Politiker, MdB, Bundesvorsitzender der FDP, Außenminister, Vizekanzler
- 2017: Chuck Berry, US-amerikanischer Sänger, Gitarrist und Komponist, Pionier des Rock ’n’ Roll
- 2017: Miloslav Vlk, tschechischer Geistlicher, Bischof von Budweis, Erzbischof von Prag, Kardinal
- 2018: Jochen Senf, deutscher Schauspieler und Schriftsteller
- 2019: Olaf Böhme, deutscher Kabarettist
- 2020: Alfred Worden, US-amerikanischer Astronaut
- 2021: Paul Jackson, US-amerikanischer Kontrabassist und Fusion-Bassgitarrist
- 2021: Michael Stolleis, deutscher Jurist und Rechtshistoriker
- 2022: Ezio Damolin, italienischer Skispringer und Nordischer Kombinierer
- 2022: Chaim Kaniewski, israelischer Rabbiner und Gelehrter
- 2022: Bernabé Martí, spanischer Opernsänger
- 2022: Borys Romantschenko, sowjetischer bzw. ukrainischer Ingenieur, KZ-Überlebender
- 2022: Christa Springe, evangelische Theologin
- 2022: Nicole Walter-Lingen, deutsche Buch- und Drehbuchautorin
- 2022: Don Young, US-amerikanischer Politiker, Mitglied des Repräsentantenhauses
- 2024ː Rose Dugdale, britische Terroristin der Provisional Irish Republican Army (IRA)
- 2024: Peter Kunter, deutscher Fußballspieler und -funktionär

## Feier- und Gedenktage
- Nationalfeiertage
  - Aruba: Flaggentag (Einführung der Nationalflagge am 18. März 1976)
- Kirchliche Gedenktage
  - Hl. Kyrill von Jerusalem, römischer Priester und Theologe, Kirchenvater und Bischof (anglikanisch, evangelisch, katholisch, orthodox)
  - Hl. Eduard der Märtyrer, englischer König und Märtyrer (anglikanisch, katholisch, orthodox)
  - Marie Schlieps, kurländische Diakonisse und Märtyrerin (evangelisch)
- Namenstage
  - Eduard

Weitere Einträge enthält die Liste von Gedenk- und Aktionstagen.